# Hugo Chávez
Hugo Rafael Chávez Frias GColIH (Sabaneta, 28 de julho de 1954 – Caracas, 5 de março de 2013) foi um político, militar e o 56.º Presidente da Venezuela, governando por 14 anos, de 1999 até sua morte em 2013. Líder da Revolução Bolivariana, e também inspirado no gramscismo, Chávez advogava a doutrina bolivarianista promovendo o que denominava de socialismo do século XXI. De tendência social-democrata, ele seria o líder e iniciador da Onda Rosa, um fenômeno político latino-americano que se caracterizou pela chegada de lideranças de esquerda ao poder no início do século XXI. Chávez foi também um crítico do neoliberalismo e da política externa dos Estados Unidos. Oficial militar de carreira, Chávez fundou o Movimento Quinta República, da esquerda política, depois de capitanear um golpe de estado malsucedido contra o governo de Carlos Andrés Pérez, em 1992.
Chávez foi eleito presidente em 1998, encerrando os quarenta anos de vigência do Pacto de Punto Fijo (firmado em 31 de outubro de 1958, entre os três maiores partidos venezuelanos) com uma campanha centrada no combate à pobreza. Foi reeleito, vencendo os pleitos de 2000 e 2006. Com suas políticas de inclusão social e transferência de renda obteve enorme popularidade em seu país. Durante a era Chávez, a pobreza entre os venezuelanos caiu de 49,4%, em 1999, para 27,8%, em 2010. No plano político interno, Chávez fundiu os vários partidos de esquerda no PSUV. Fortaleceu os movimentos e as organizações populares, estabelecendo uma forte aliança com as classes mais pobres. Chávez foi vítima de uma tentativa golpe de Estado em 2002. A comunidade internacional — inclusive o Brasil, então governado por Fernando Henrique Cardoso — condenou o golpe. Chávez acabou voltando ao poder três dias depois. No final do mesmo ano, mediante um referendo revocatório, a população foi chamada a opinar sobre sua permanência na presidência. Chávez venceu o referendo sem dificuldade, ampliando assim a sua base política de apoio.
Inconformados, os líderes da oposição boicotaram as eleições parlamentares, no sentido de deslegitimar os  eleitos e, assim, os futuros atos do Poder Legislativo. Essa manobra não teve o resultado esperado e acabou por dar a Chávez uma tranquila maioria no parlamento. Apesar de se ter afastado da vida parlamentar por decisão própria, a oposição passou, então, a acusar Chávez de monopolizar o poder — já que tinha de fato a maioria na Assembleia Nacional — e de nomear aliados para o Supremo Tribunal de Justiça. Além disso, a oposição também criticava o controle do Banco Central  e da indústria petrolífera do país pela Presidência da República. Alguns também acusavam  Chávez de perseguir adversários políticos e de pretender instaurar uma ditadura do proletariado na Venezuela. Já no plano externo, Chávez notabilizou-se por adotar uma retórica anti-imperialista, antiamericana e anticapitalista. Apoiou a autossuficiência econômica, defendeu a integração latino-americana, a cooperação entre as nações pobres do mundo e protagonizou a criação da UNASUL, da ALBA, do Banco do Sul e da rede de televisão TeleSUR, além de dar apoio financeiro e logístico a países aliados. Segundo o governo Bush, Chávez era uma ameaça à estabilidade da América Latina. Observadores internacionais, como Jimmy Carter e a ONG Human Rights Watch, criticaram o autoritarismo do presidente venezuelano, embora Carter tenha ponderado que Chávez trouxe uma transformação necessária ao permitir que parcelas excluídas da população tivessem participação mais equitativa da riqueza nacional. O venezuelano também foi criticado por adotar, após o malogrado golpe de 2002, "políticas que minaram os direitos humanos" no país.
Apesar de ser muito criticado pelos grandes veículos de imprensa da Venezuela e do exterior, e de adotar uma postura desafiante em relação aos Estados Unidos, muitos simpatizaram com sua ideologia, com as políticas sociais do seu governo e com sua política externa, voltada à integração latino-americana e às relações sul-sul, mediante incremento de trocas bilaterais e acordos de ajuda mútua.

## Vida pessoal
Hugo Chávez nasceu em Sabaneta, no estado venezuelano de Barinas. Era o segundo dos seis filhos de Hugo de los Reyes Chávez e Elena Frías, ambos professores primários. Cresceu em ambiente modesto. Ainda pequeno, seus pais o confiaram à sua avó paterna, Rosa Inés Chávez.
Frequentou a escola primária no Grupo Escolar Julián Pino, em Sabaneta. O ensino secundário foi cursado no Liceu Daniel Florencio O'Leary, na cidade de Barinas.
Aos 17 anos, Hugo Chávez ingressou na Academia Militar da Venezuela, graduando-se, no ano de 1975, em Ciências e Artes Militares, ramo de Engenharia. Prosseguiu na carreira militar, atingindo o posto de tenente-coronel.
Chávez casou-se duas vezes: a primeira com Nancy Colmenares, com quem teve três filhos (Rosa Virginia, María Gabriela e Hugo Rafael), e a segunda com a jornalista Marisabel Rodríguez, de quem se separou em 2003 e com quem teve uma filha, Rosinés. Além disso, enquanto era casado com a sua primeira esposa, Chávez manteve uma relação amorosa durante cerca de dez anos, com a historiadora Herma Marksman.

## Atividade política

### Golpe de Estado contra Carlos Andrés Pérez
No dia 4 de fevereiro de 1992, o então tenente-coronel Hugo Chávez, comandando cerca de 300 efetivos, protagonizou um golpe de Estado contra o presidente Carlos Andrés Pérez, da Acción Democrática (1974-1979 e 1989-1993).
Os partidários de Chávez justificaram essa ruptura constitucional como uma reação à crise econômica venezuelana, marcada por inflação e desemprego decorrentes de medidas econômicas neoliberais adotadas por Pérez, logo após a sua posse, em face da grave situação econômica por que passava o país.
Violentas manifestações populares contra o governo vinham ocorrendo ao longo dos anos anteriores. A maior delas, foi o chamado "Caracazo", que ocorreu no dia 27 de fevereiro de 1989, em Caracas e que resultou em uma reação militar repressiva dirigida ao protesto. Nesse acontecimento morreram aproximadamente trezentas pessoas, de acordo com dados oficiais, e mais de mil segundo fontes extra-oficiais.
Foi uma grande insurreição popular — basicamente dos setores mais pobres da população, vindos dos cerros e dos ranchos de Caracas, como são conhecidas as favelas na Venezuela — contra as medidas neoliberais de Pérez. A revolta foi motivada principalmente pelo aumento do preço das passagens de ônibus. Durante a revolta, ônibus eram apedrejados e queimados em todo o país, e lojas, supermercados, shopping centers, pequenos comércios, nada escaparia aos saques de uma turbulência em que já não se podia discernir o que eram trabalhadores em protesto ou simples miseráveis famintos. Gangues urbanas se juntaram à confusão para promover vandalismo, roubos e invasões de estabelecimentos". O exército foi chamado a intervir, seguindo-se uma violenta repressão que resultou na morte de centenas de pessoas.
Embora fracassada, a tentativa de golpe em 1992 acabou por projetar Hugo Chávez no cenário nacional. Em 1993, o presidente Carlos Andrés Pérez foi afastado do governo, sob a acusação de corrupção. Chávez, depois de cumprir dois anos de prisão, foi anistiado pelo novo presidente, Rafael Caldera Rodríguez, e abandonou a vida militar, passando a se dedicar à política. O agravamento da crise social e o crescente descrédito nas instituições políticas tradicionais o favoreceram.

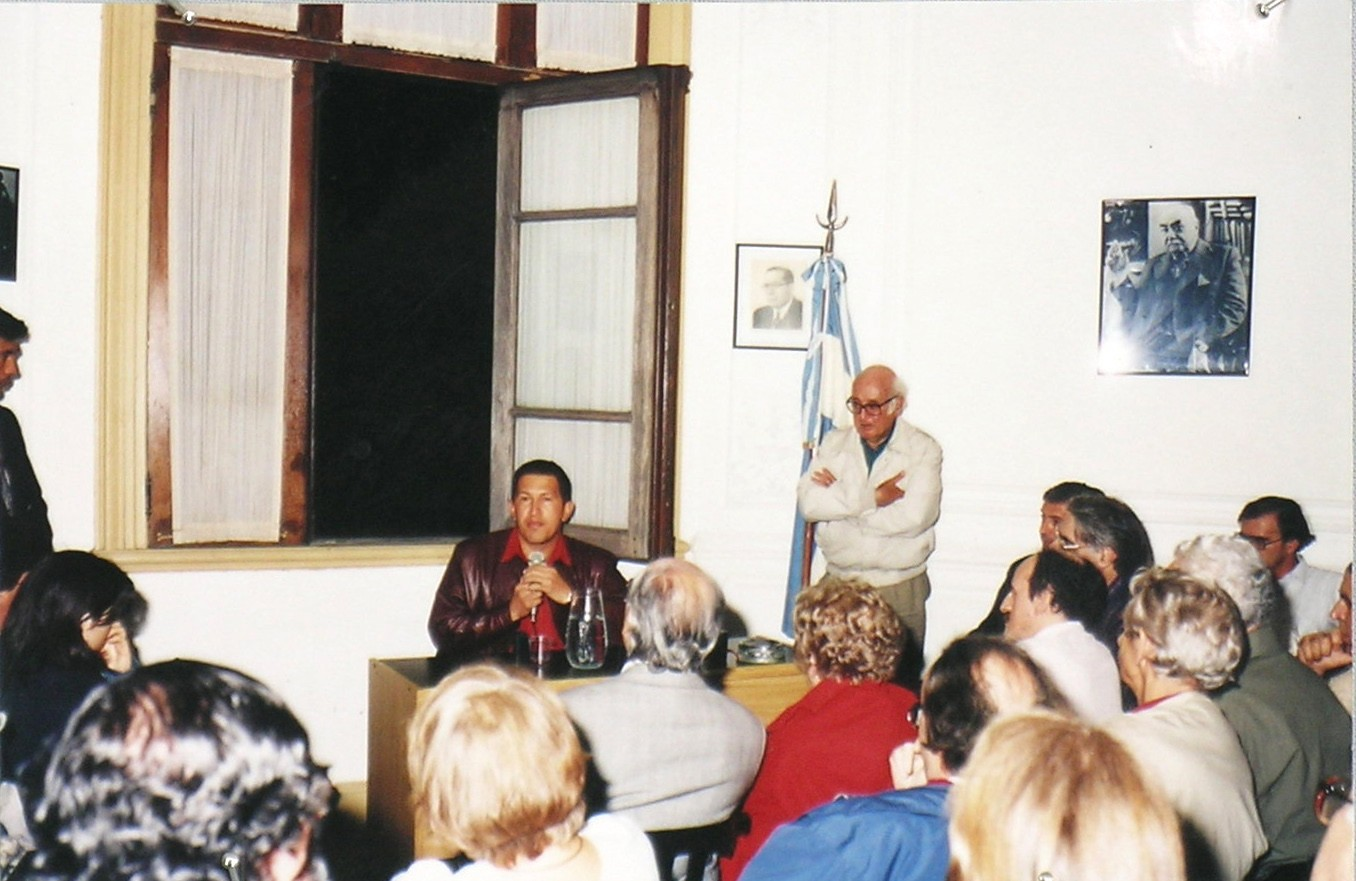
Hugo Chávez num encontro de acadêmicos de esquerda em Buenos Aires, em 1995

### Presidente da Venezuela

#### Primeiro mandato presidencial (1999–2001)
Em 1997, Chávez fundou o Movimiento V República (MVR) e, nas eleições presidenciais de 6 de dezembro de 1998, apoiado por uma coligação de mil e centro-esquerda - o Polo Patriótico - organizada em torno do MVR, Chávez elegeu-se com 56% dos votos, batendo Henrique Sala e a ex-miss universo e prefeita de Chacao, Irene Sáez .

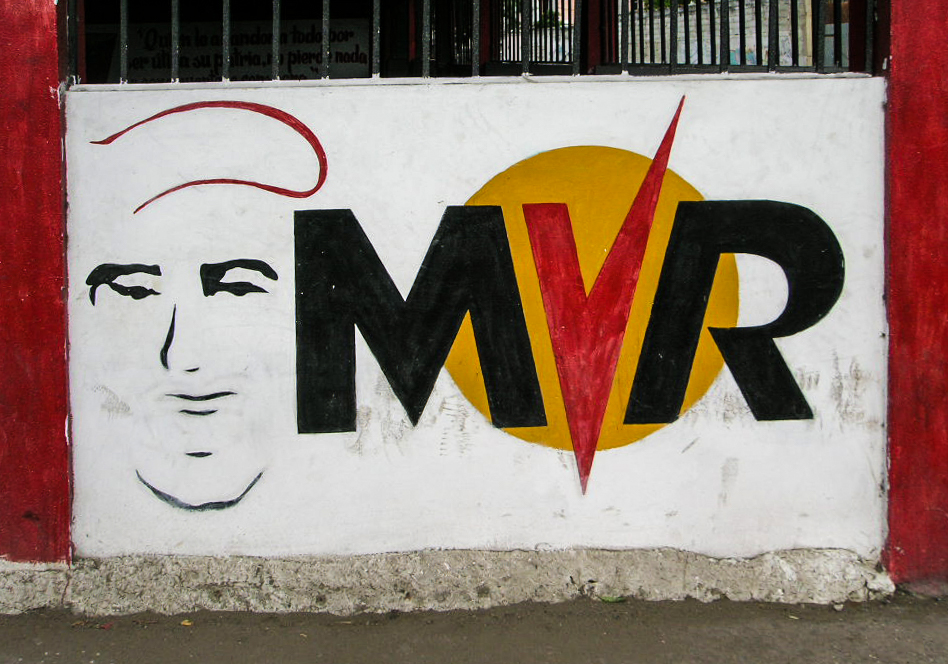
Logotipo do Movimento Quinta República, pintado numa casa de Barcelona

Assumiu a presidência da Venezuela em 1999, para um mandato inicialmente fixado em cinco anos, pondo fim a quatro décadas de domínio dos chamados partidos tradicionais — a Acción Democrática (AD) e o Comité de Organización Política Electoral Independiente (COPEI). Ao tomar posse, em 2 de fevereiro de 1999, decretou a realização de um referendo sobre a convocação de uma nova Assembleia Constituinte. Em 25 de abril do mesmo ano, atendendo ao plebiscito, 70% dos venezuelanos manifestam-se favoráveis à instalação da Constituinte.
Nas eleições para a Constituinte, realizadas em julho de 1999, os apoiadores de Chávez — a coligação Pólo Patriótico — conquistam 120 dos 131 lugares. Do ponto de vista da estrutura de poder político, a Constituição da Quinta República da Venezuela (mais tarde denominada República Bolivariana de Venezuela) outorgou maiores poderes ao presidente, ampliando as prerrogativas do executivo, em detrimento dos demais poderes. O parlamento tornou-se unicameral, com a extinção do Senado. Houve também aumento do espaço de intervenção do Estado na economia e avanços no tocante ao reconhecimento de direitos culturais e linguísticos das comunidades indígenas. Várias lideranças latino-americanas o apoiaram no primeiro mandato, como por exemplo o então deputado federal Jair Bolsonaro, em 1999, que afirmou que ele era "uma das esperanças da América Latina".

#### Reeleição em 2000
Em razão da nova ordem constitucional, foram realizadas novas eleições presidenciais e legislativas em 30 de julho de 2000, nas quais Chávez reelegeu-se presidente da República e o Polo Patriótico conquistou a maioria dos assentos na Assembleia Nacional. Novembro de 2000, o parlamento da Venezuela aprovara a chamada lei habilitante, que concedia poderes extraordinários ao presidente, permitindo que o Executivo legislasse acerca de determinadas matérias, através de decretos com força de lei, submetendo-os posteriormente à aprovação do Legislativo. Dentre esses, incluíam-se os decretos-leis de Terras, acerca da reforma agrária; a nova Lei de Hidrocarbonetos, sobre o controle público do setor petrolífero e a Lei de Pesca. A lei habilitante foi muito criticada pela oposição, alegando-se que concedia poderes ditatoriais ao presidente da república.

#### Segundo mandato presidencial (2001–2007)
Nos doze meses de vigência da lei habilitante, Chávez promulgou um total de 49 decretos-leis, mas a oposição - representada principalmente pela entidade patronal mais importante do país, a Federación de Cámaras y Asociaciones de Comercio y Producción de Venezuela (Fedecámaras) e pela Confederación de Trabajadores de Venezuela (CTV) - combateu principalmente os três já citados e, em protesto, foi feita uma primeira greve geral, de 12 horas, convocada justamente pela Fedecámaras e pela CTV, em 10 de dezembro de 2001. Todavia os decretos com força de lei foram mantidos e acabaram sendo o estopim da contestação que mobilizou também a ala conservadora da Igreja Católica e as empresas privadas de rádio e televisão, que, inconformadas com o cancelamento de algumas concessões de funcionamento, acusaram o presidente de querer tornar a Venezuela um país comunista.
Em 8 de novembro de 2001, foi agraciado com o Grande-Colar da Ordem do Infante D. Henrique de Portugal.
No final de fevereiro de 2002, Chávez decidiu demitir os gestores da companhia estatal Petróleos da Venezuela (PDVSA) e substituí-los por pessoas da sua confiança. Em protesto, e para tentar forçar a saída do presidente, seus opositores se apoderaram do controle dos poços de petróleo. A PDVSA controla 95% da produção venezuelana, operando 14 800 poços de petróleo. Metade deles foi paralisada devido à greve dos trabalhadores da empresa. O descontentamento com a liderança de Chávez começa a atingir alguns sectores do exército e antigos apoiantes o abandonam, como Luis Miquilena um dos fundadores do partido. A CTV decide convocar uma nova greve, em solidariedade com os gestores demitidos da PDVSA. A greve foi convocada para o dia 9 de abril de 2002 e deveria ter a duração de dois dias, mas acabou por se prolongar.

#### O Golpe de 2002
No dia 11 de abril, manifestantes em passeata que se dirigia à sede da PDVSA no leste de Caracas pedem a demissão de Chávez. Durante o curso do evento, a marcha teve seu trajeto alterado por seus organizadores, dirigindo-se para o Palácio de Miraflores, onde se encontrava uma manifestação de apoiadores do presidente Chavez. Ali houve o disparo de tiros, dezesseis pessoas foram mortas e cem outras foram feridas, como resultado do tumulto que se seguiu. A princípio não ficou clara responsabilidade pelos disparos feitos contra a multidão, e circularam falsas versões sobre os fatos, visando responsabilizar os manifestantes pró-Chavez pelos disparos. Posteriormente comprovou-se que os disparos foram efetuados por membros da Polícia Metropolitana, corporação que era hostil ao governo Chavez. As oposições negaram que os tiros fossem dos funcionários daquela corporação. Ao contrário do que se divulgou a época, a maior parte dos mortos e feridos nesse incidente foi de simpatizantes do presidente Chavez. As transmissões das televisões privadas foram interrompidas. Ainda em 11 de abril, o canal estatal Venezolana de Televisión (VTV), é obrigado a parar de transmitir. Militares de altas patentes pedem a demissão de Chávez.

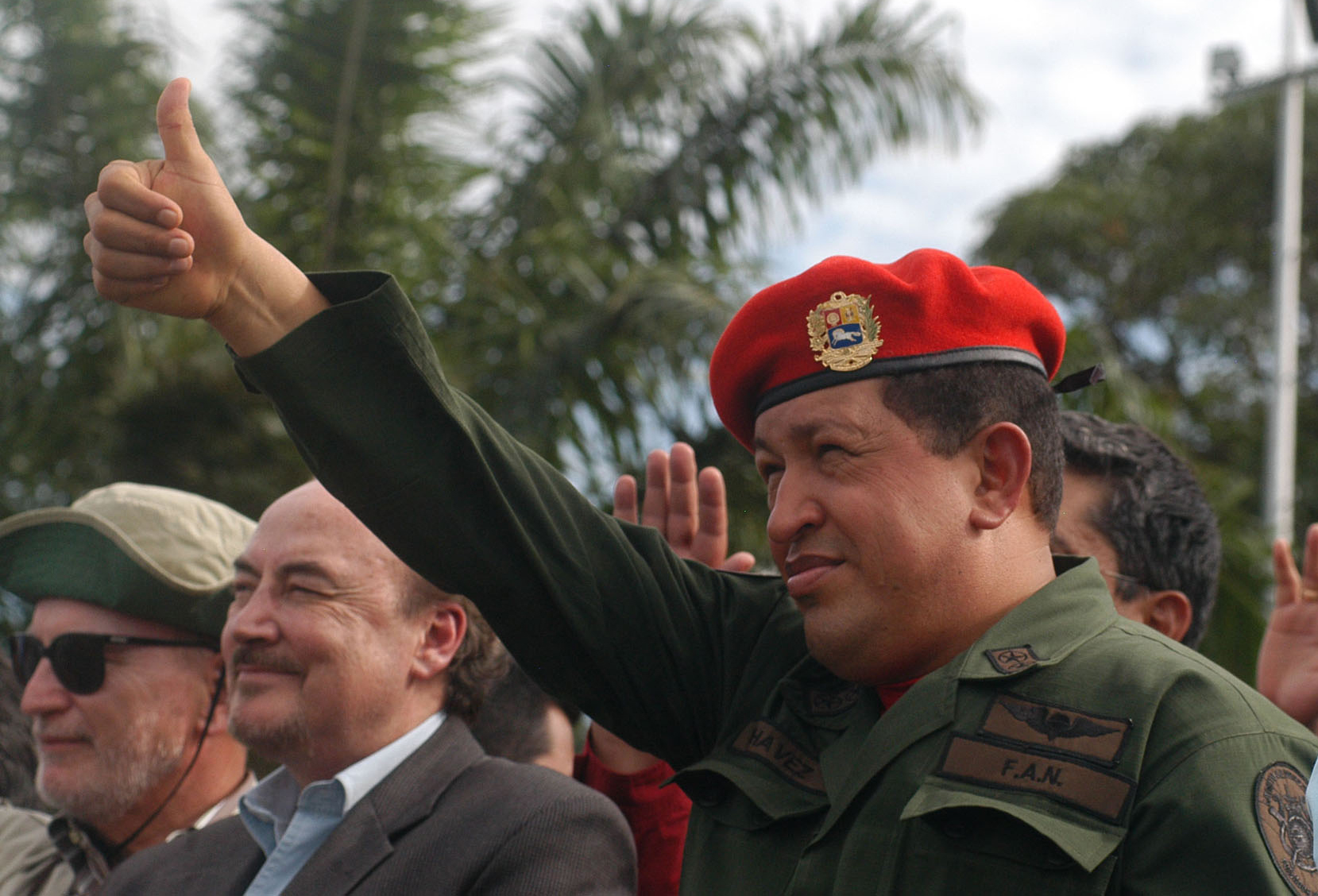
Hugo Chávez durante a "Operação Emmanuel", para resgate de reféns das FARC (2009)

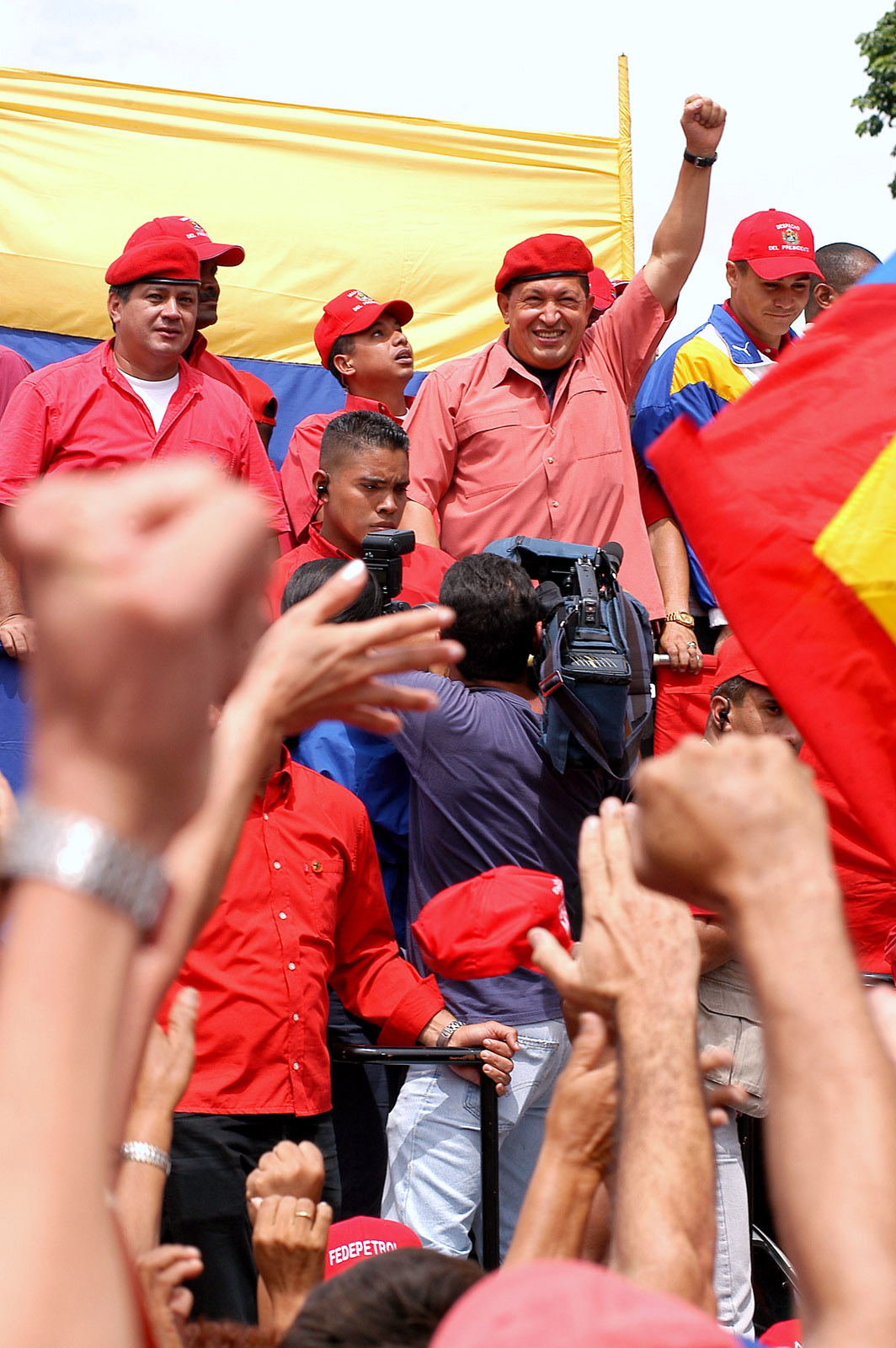
Chávez em comício com seguidores, anterior ao referendo de 2004

No dia 12 de abril, o general Lucas Rincón, chefe das Forças Armadas, anuncia que Chávez havia renunciado, tendo o líder da entidade patronal Fedecámaras, Pedro Carmona, assumido a presidência da República. Na meia noite de sábado para domingo Hugo Chávez conseguiu enviar uma mensagem dizendo: "No he renunciado al poder legítimo que el pueblo me dio. Por siempre Hugo Chávez".
Carmona dissolveu a Assembleia e os poderes judiciais, atribuindo a si próprio poderes extraordinários e declarando publicamente que no prazo de um ano se celebrariam novas eleições presidenciais e legislativas. Os eventos geraram um grande levante popular nas ruas de Caracas protagonizados por apoiantes do presidente deposto.
Soldados leais a Chávez organizaram um contragolpe de Estado e retomaram o Palácio de Miraflores. Diosdado Cabello, vice-presidente de Chávez - que tinha permanecido fiel ao regime - assumiu a liderança temporária do país e declarou que: "a ordem Constitucional estava plenamente restabelecida e que as autoridades legítimas exerciam suas funções".
Nas horas seguintes Chávez foi libertado da prisão na ilha de La Orchila e regressa a Caracas para retomar a chefia do estado.
Logo após a neutralização do golpe de estado contra Chávez, a imprensa venezuelana mostrou-se dividida quanto à sua interpretação e às suas consequências.
Segundo membros do governo de Chávez, os Estados Unidos apoiaram o golpe de estado e, nos dias do golpe, os radares do país detectaram a presença de navios e aviões militares americanos em território venezuelano. Nos meses e principalmente nas semanas anteriores ao golpe, membros do governo Bush haviam mantido frequentes contatos com líderes golpistas. Todavia o governo americano negou, por diversas vezes, que estivesse patrocinando, ou sequer apoiando, qualquer solução não democrática para a Venezuela: Os Estados Unidos não sabiam que haveria essa tentativa de derrubar ou de tirar de Hugo Chávez do poder, declarou um alto oficial do governo americano (Newsday, 11/24/2004).
Em 4 de junho de 2002 a Assembleia Geral da Organização dos Estados Americanos aprovou uma Declaração Sobre a Democracia Na Venezuela, condenando o golpe de 11 de abril.

##### Greve de 2002 e referendos

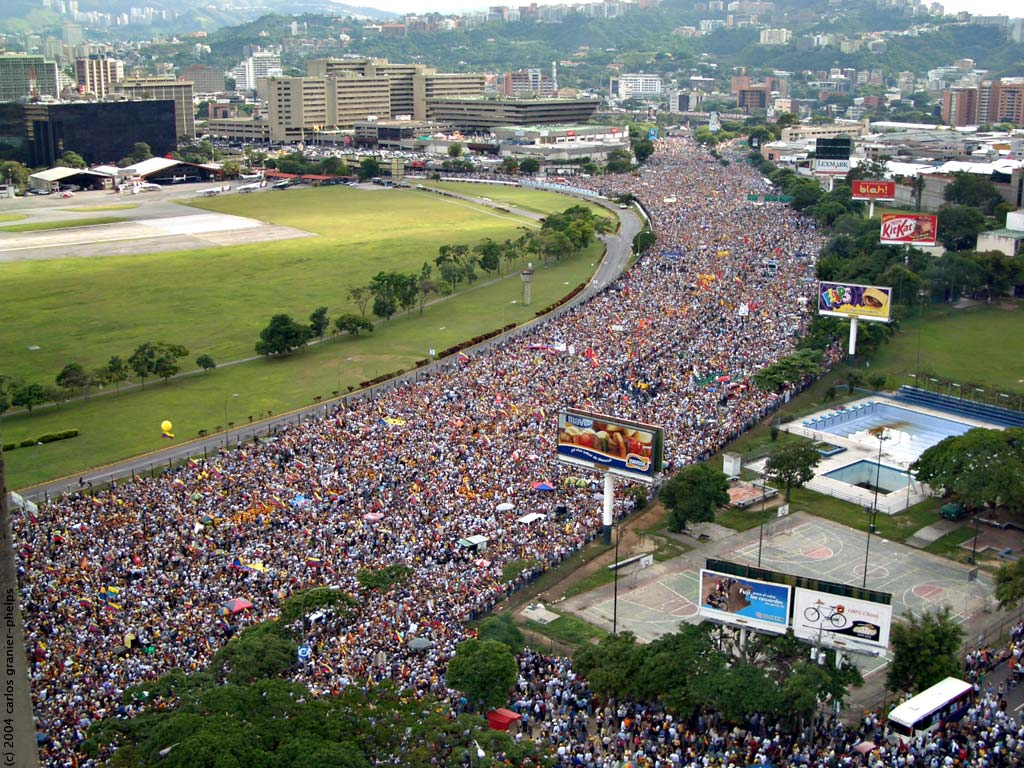
Uma manifestação em favor da opção "sim" no referendo revogatório de 2004 contra Hugo Chávez na capital Caracas

Em outubro de 2002, uma nova greve paralisou o país durante nove semanas.
A Coordinadora Democrática (uma coligação de partidos de direita e de esquerda, liderados pela Súmate, ONG contra o governo chavista, fundada pela opositora María Corina Machado) organizou no final de novembro de 2003 uma recolha de assinaturas cujo propósito era convocar uma consulta popular na qual os venezuelanos se pronunciariam sobre a permanência ou não de Hugo Chávez no poder.
O referendo teve lugar no dia 15 de agosto de 2004; 58,25% dos votantes apoiaram a permanência de Chávez na presidência até ao fim do mandato, que ocorreria nos próximos dois anos e meio.
A oposição alegou que tinha sido cometida fraude, mas os observadores internacionais presentes durante o processo (entre os quais se encontravam o antigo primeiro-ministro português António Guterres e Jimmy Carter) consideraram que o referendo ocorreu dentro da normalidade e legalidade. A vitória de Chávez foi reconhecida como legítima, com algum atraso, pelos Estados Unidos.
O Conselho Permanente da Organização dos Estados Americanos aprovou, em 16 de dezembro de 2002, a Resolução CP/RES. 833 (1 349/02), na qual demonstrou preocupação com certas ações da Coordinadora Democrática - inconformada com a sua derrota no plebiscito - e a exortou a encontrar uma solução democrática para suas pretensões.

#### Terceiro mandato presidencial (2007–2013)

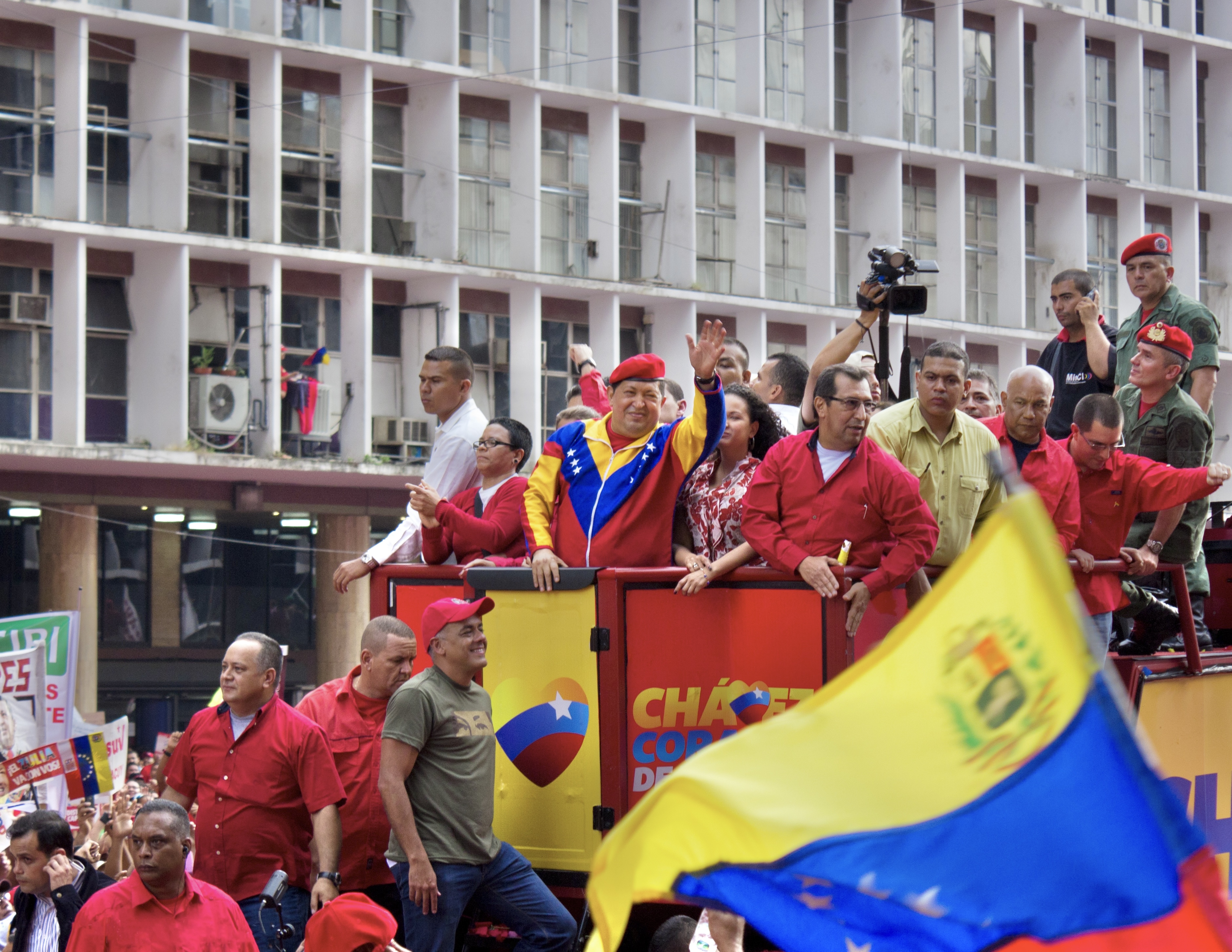
Hugo Chávez em sua campanha nas Eleição presidencial de 2012

Nas eleições presidenciais de 2006, que contaram com a participação de 74% dos eleitores, Hugo Chávez foi reeleito com 62,9% dos votos, ficando bem à frente do segundo colocado, Manuel Rosales, que obteve 36.9% e admitiu a derrota.
A eleição foi considerada livre e legítima pela Organização dos Estados Americanos (OEA) e pelo Carter Center. Depois dessa vitória, Chávez prometeu expandir a revolução. Pouco depois, anunciou que iria unir os 23 integrantes de sua coalizão em um único partido, o "Partido Socialista Unido da Venezuela", sob seu controle direto, para acelerar a revolução socialista.
Em 28 de dezembro de 2006, Chávez anunciou em uma cerimônia militar que não renovaria a concessão de funcionamento do canal Radio Caracas Televisión (RCTV), de tendência claramente opositora e que vinha recorrentemente burlando a legislação do setor ao não respeitar a classificação indicativa e outros descumprimentos. Em 27 de maio de 2007, a emissora, a mais antiga e assistida da Venezuela, deixou de transmitir em Tv aberta, sendo substituída pela estatal Televisora Venezolana Social (TVes).

Em 2 de dezembro de 2007 a reforma da constituição da Venezuela, proposta por Chávez, foi submetida ao veredicto popular, num plebiscito, que foi acompanhado por observadores de 39 países. O povo teve a opção de aprová-la, votando "Sí", ou de rejeitá-la, votando "No". Após uma agitada campanha, em que cada lado defendeu seus pontos de vista, o povo venezuelano rejeitou as propostas de emendas à constituição da Venezuela, por pouco mais de 50% dos votos, o que confirmou as previsões das últimas pesquisas de opinião feitas por órgãos independentes. O comparecimento às urnas foi de 55,1% (abstenção de 44,9%). O presidente Hugo Chávez reconheceu a vitória de seus opositores e os parabenizou publicamente:
"Parabenizo os meus adversários por esta vitória. Com o coração digo a vocês que por horas estive em um dilema. Saí do dilema e já estou tranquilo, espero que os venezuelanos também".
"Deste momento em diante, vamos manter a calma" (…) "Não há ditadura aqui (…)"
A Assembleia Nacional venezuelana propôs, formalmente, em 9 de dezembro de 2008 a realização de uma emenda à Constituição Nacional para permitir a reeleição presidencial sem limitação do número de períodos, tal como Chávez tinha pedido. A formalização da proposta foi transmitida em simultâneo e obrigatoriamente pelas rádios e televisões do país.
A Fedecámaras condenou aqueles que estavam propalando boatos de que Hugo Chávez tentaria impor ao país as reformas, derrotadas no plebiscito: "Si alguien dijo que hay que oír al pueblo fue el presidente y sabemos que el honrará sus palabras".
Em 6 de janeiro de 2009, por ordem do presidente, a Venezuela expulsou o embaixador e delegação de Israel, em represália ao ataque israelense à Faixa de Gaza.

## Economia da Venezuela no governo Chávez

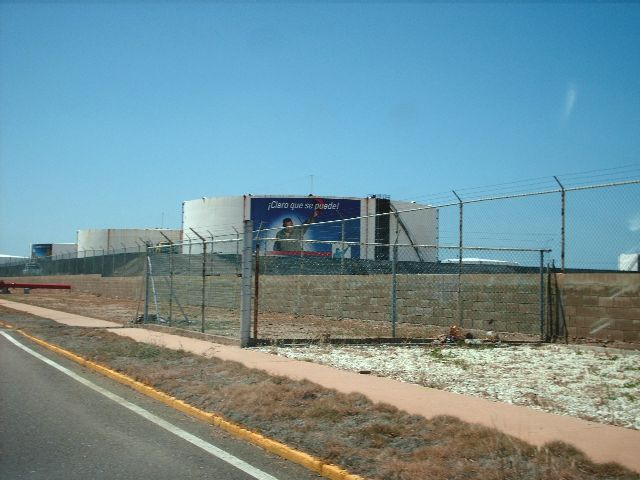
Refinaria da PDVSA em Los Taques, com um pôster de Hugo Chávez. O petróleo foi a principal fonte de renda da Venezuela no governo Chávez.

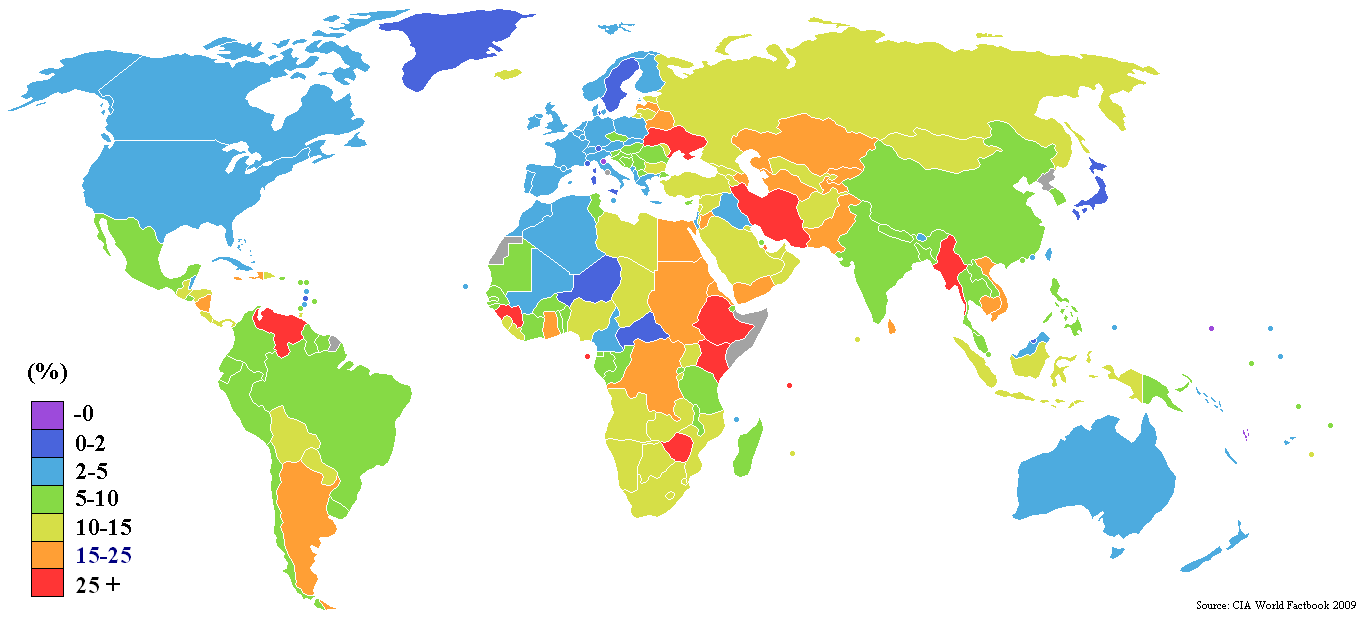
Em 2007, a Venezuela teve a maior inflação da América

Tradicionalmente — desde 1930, quando a Venezuela, ao invés de desvalorizar a moeda para proteger sua agricultura, optou por importar tudo o que consome, usando para isso suas receitas do petróleo — o país produz muito poucos alimentos.
Em 2009, o país entrou numa profunda crise. O presidente chegou a propor que os venezuelanos tomassem menos banho para economizar água e energia. Não obstante, procedeu à nacionalização de todos os bancos que se recusassem a oferecer mais crédito aos correntistas.
O petróleo é a maior riqueza da Venezuela, e responde por 90% de suas exportações, 50% de sua arrecadação federal em impostos, e 30% do seu produto interno bruto (PIB). Os maiores importadores de petróleo venezuelano foram, em 2006, Bermuda 49,5% (paraíso fiscal, presumíveis reexportações.), Estados Unidos 23,6%, e Antilhas Holandesas 6,9% (paraíso fiscal, presumíveis re-exportações.).
O PIB por habitante passou de 4 100 dólares em 1999 para 10 810 dólares em 2011.

### Análise da distribuição de renda (2003–2005)
De acordo com o estudo Perfil sociodemográfico apresentado pelo Instituto Datos, numa conferência realizada na Câmara de Comércio Venezuela-Estados Unidos, o grupo "E", que corresponde a 15,1 milhões de venezuelanos da população mais pobre, com renda de até US$ 200 por domicílio, teve sua renda aumentada em 53% entre 2003 e 2004 (33% descontada a inflação).
Segundo o mesmo instituto, em 2005 a renda do estrato "E" da população venezuelana (58% da população da Venezuela) continuou aumentando mais rapidamente que a dos estratos de renda mais alta. A renda da classe "E cresceu mais 32% em termos nominais (cerca de 16% em termos reais) de 2004 para 2005, enquanto a da classe "D" cresceu 8%, e a da classe "C" cresceu 15% (valores nominais).

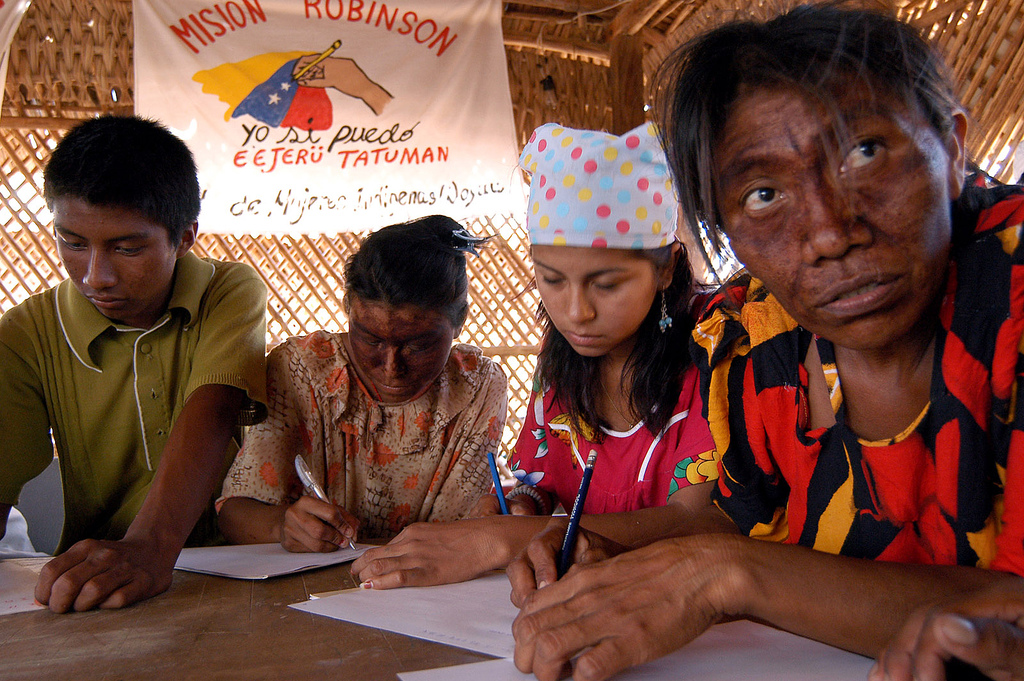
Índios da etnia Wayuu aprendendo a ler com a Missão Robinson, uma das missões bolivarianas instituídas por Chávez.

Entretanto, o segmento "D" (23% da população venezuelana) viu seu padrão de vida declinar entre 2003 e 2005, não tendo sua renda conseguido sequer acompanhar a inflação. O grupo "D" é composto pelos assalariados dos menores salários, um grupo que, por um lado, não é pobre o bastante para ser incluído nos programas sociais do governo e, por outro lado, não teve força suficiente para reivindicar melhores salários de seus empregadores. O segmento "C" (15% da população), que representa a classe média baixa, mal conseguiu manter seu poder aquisitivo no período.
O coeficiente Gini, que permite calcular a desigualdade em um país, passou de 0,46 em 1999 para 0,39 em 2011.

### Redução da pobreza
Os resultados obtidos na redução da pobreza foram um dos principais fatores de popularidade do governo Chávez. Segundo a CEPAL, por volta de 2002, 48,6% da população venezuelana encontrava-se em situação de pobreza, e 22,2% em condições de indigência. Em 2011, os pobres representavam 29,5% da população, e os indigentes, 11,7%. Entre os anos 2000 e 2011, o Índice de Desenvolvimento Humano, que contempla expectativa de vida ao nascer, educação e PIB per capita) do país passou de 0,656 para 0,735.
A taxa de mortalidade infantil passou de 26,5 a cada mil, em 1998, para 17 a cada mil em 2006.
Apesar da redução da pobreza, os índices de violência são elevados na Venezuela. No final de 2012, o Observatorio Venezolano de Violencia informou que 21 692 pessoas tiveram morte violenta (73 mortes para cada 100 000 habitantes).

## Visão geral da política

### Política econômica e social
A linha vermelha representa as tendências das taxas anuais apresentadas ao longo do período mostrado

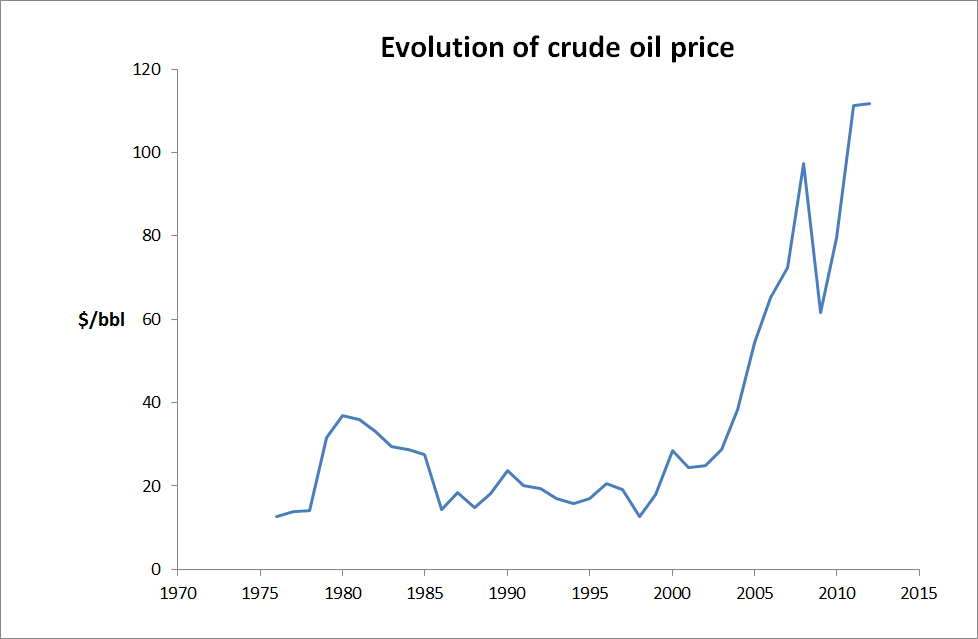
Preços históricos do petróleo bruto, incluindo o período da administração de Chávez (1998–2013)

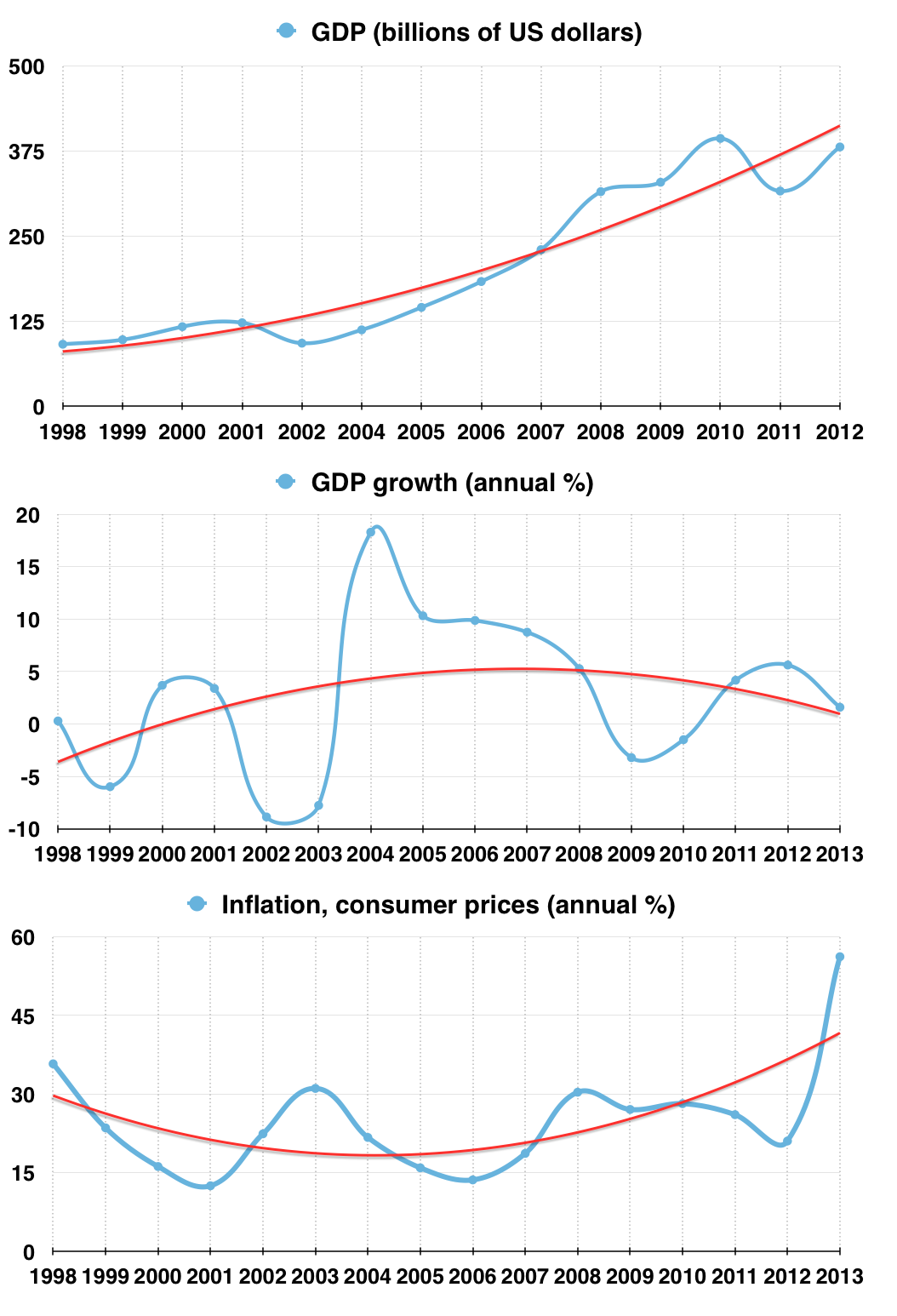
A linha azul representa as taxas anuaisA linha vermelha representa as tendências das taxas anuais apresentadas ao longo do período mostradoO PIB está em bilhões de Unidade Monetária Local ajustada pela inflação
Fontes: Fundo Monetário Internacional, Banco Mundial

Desde sua eleição em 1998 até sua morte em março de 2013, a administração de Chávez propôs e promulgou populismo políticas econômicas. Os programas sociais foram concebidos para serem de curto prazo, embora, após verem sucesso político como resultado, Chávez centralizasse esses esforços em sua administração e frequentemente gastasse além do orçamento da Venezuela.
Devido ao aumento dos preços do petróleo no início dos anos 2000, que gerou receitas não vistas na Venezuela desde os anos 1980, Chávez criou as Missões Bolivarianas, com o objetivo de fornecer serviços públicos para melhorar as condições econômicas, culturais e sociais, utilizando essas políticas populistas para manter o poder político. De acordo com Corrales e Penfold, "a ajuda foi distribuída para alguns dos pobres, e mais gravemente, de uma maneira que acabou beneficiando o presidente e seus aliados e favorecidos mais do que qualquer outra pessoa". As Missões, que eram diretamente supervisionadas por Chávez e frequentemente ligadas às suas campanhas políticas, envolveram a construção de milhares de clínicas médicas gratuitas para os pobres e a implementação de subsídios para alimentos e moradia. A qualidade de vida dos venezuelanos também melhorou temporariamente, de acordo com um Índice da ONU. A historiadora Teresa A. Meade escreveu que a popularidade de Chávez dependia fortemente "das classes mais baixas que se beneficiaram dessas iniciativas de saúde e de políticas semelhantes". Após as eleições, os programas sociais receberam menos atenção do governo e sua eficácia geral diminuiu.
O coeficiente de Gini, uma medida de desigualdade de renda, caiu de 0,495 em 1998 para 0,39 em 2011, colocando a Venezuela atrás apenas do Canadá no Hemisfério Ocidental. 95% dos venezuelanos com 15 anos ou mais também eram alfabetizados, embora alguns estudiosos tenham contestado a afirmação de que as melhorias na alfabetização durante a presidência de Chávez foram resultado das políticas de sua administração. A taxa de pobreza caiu de 48,6% em 1999 para 32,1% em 2013, de acordo com o Instituto Nacional de Estatística (INE) do governo venezuelano. A queda da taxa de pobreza na Venezuela, em comparação com a pobreza em outros países sul-americanos, ficou um pouco atrás da observada no Peru, Brasil e Panamá com a taxa de pobreza tornando-se superior à média da América Latina em 2013, de acordo com a ONU. Nos dois anos seguintes à morte de Chávez, a taxa de pobreza retornou aos níveis anteriores à sua presidência, com uma análise do Congresso Norte-Americano sobre a América Latina (NACLA) de 2017 afirmando que "as reduções na pobreza e na desigualdade durante os anos de Chávez foram reais, mas um tanto superficiais ... a pobreza estrutural e a desigualdade, como a qualidade das moradias, dos bairros, da educação e do emprego, permaneceram amplamente inalteradas".
As políticas populistas de Chávez eventualmente levaram a uma grave crise socioeconômica na Venezuela. As obras sociais iniciadas pelo governo de Chávez dependeram de produtos petrolíferos, a pedra angular da economia venezuelana, com a administração de Chávez sofrendo de Doença Holandesa como resultado. Em 2012, o Banco Mundial também explicou que a economia da Venezuela era "extremamente vulnerável" às mudanças nos preços do petróleo, uma vez que em 2012 "96% das exportações do país e quase metade de sua receita fiscal" dependiam da produção de petróleo, enquanto em 2008, segundo a Foreign Policy, as exportações de tudo, exceto petróleo, "entraram em colapso". A administração de Chávez, então, gastou as receitas governamentais oriundas dos altos preços do petróleo em suas políticas populistas para conquistar a aprovação dos eleitores.
Economistas afirmam que os gastos excessivos do governo venezuelano com programas sociais e as políticas empresariais rigorosas causaram desequilíbrios na economia do país, contribuindo para o aumento da inflação, da pobreza, dos baixos gastos com saúde e das escassez na Venezuela nos últimos anos de sua presidência. Esses acontecimentos, especialmente o risco de calote e a hostilidade em relação às empresas privadas, levaram à falta de investimentos estrangeiros e a moedas estrangeiras mais valorizadas, embora o governo venezuelano argumentasse que o setor privado permanecera relativamente inalterado durante a presidência de Chávez, apesar de várias nacionalizações. Em janeiro de 2013, próximo ao final da presidência de Chávez, o Heritage Foundation e o The Wall Street Journal atribuíram à liberdade econômica da Venezuela uma pontuação de 36,1, inferior à de 56,1 em 1999, classificando-a muito baixa, em 174º lugar entre 177 países, com a liberdade em tendência de queda. Segundo alguns analistas, os problemas econômicos que a Venezuela enfrentou sob o governo do Presidente Nicolás Maduro provavelmente teriam surgido mesmo se Chávez tivesse permanecido na presidência.

#### Alimentos e produtos
Nas décadas de 1980 e 1990, os índices de saúde e nutrição na Venezuela eram geralmente baixos, e a desigualdade social no acesso à nutrição era alta. Chávez estabeleceu como meta diminuir a desigualdade no acesso à nutrição básica, e alcançar a soberania alimentar para a Venezuela. A principal estratégia para disponibilizar alimentos a todas as classes econômicas foi a polêmica política de estabelecer tetos de preços fixos para alimentos básicos, que foi implementada em 2003. Entre 1998 e 2006, as mortes relacionadas à desnutrição caíram 50%. Chávez também expropriou e redistribuiu 5 milhões de acres de terras agrícolas de grandes latifundiários.

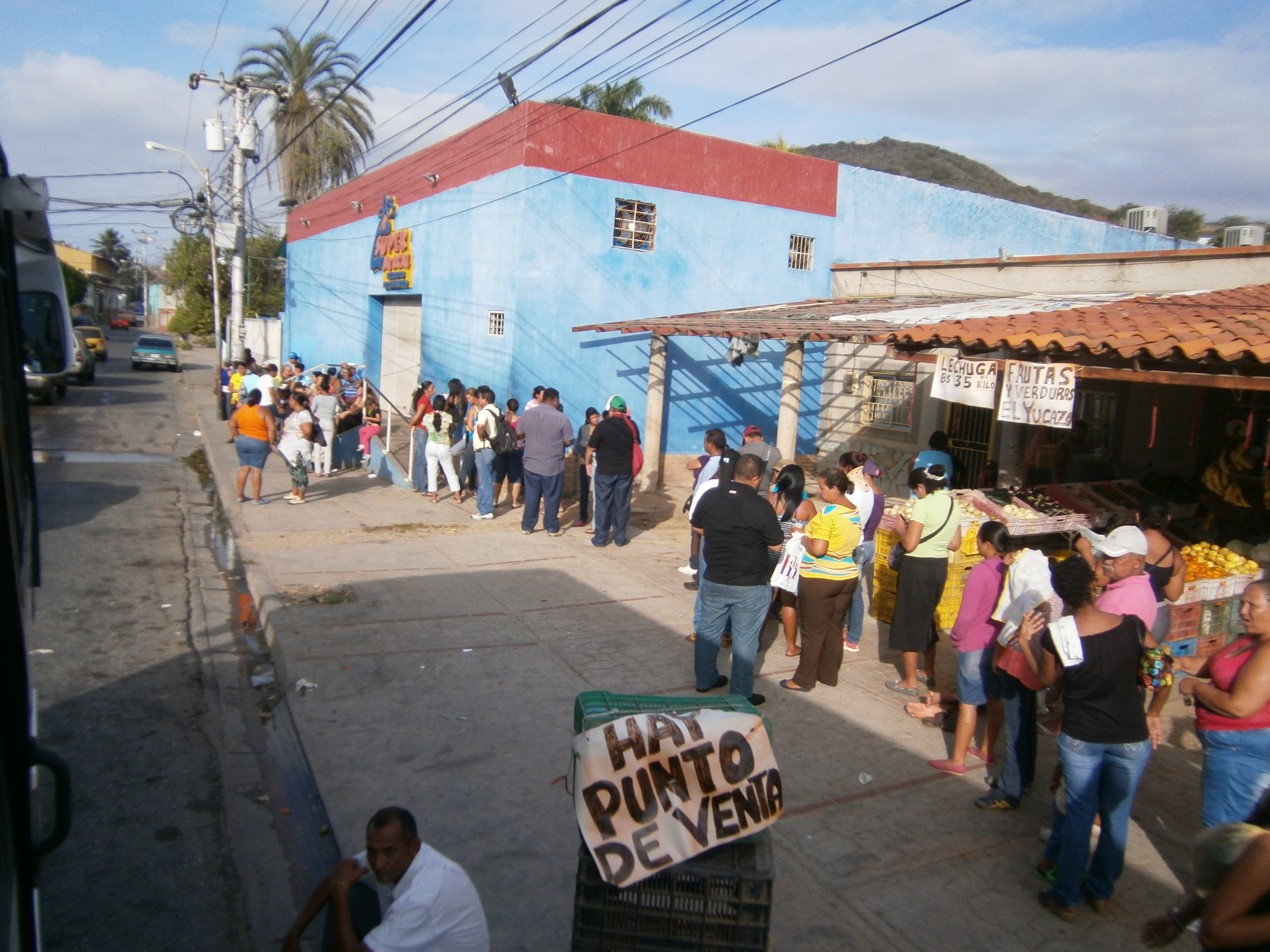
Consumidores aguardando na fila em uma loja administrada pelo governo MERCAL

Os controles de preços iniciados por Chávez criaram escassez de produtos, pois os comerciantes não conseguiam mais arcar com a importação de bens necessários. Chávez culpou "especuladores e acumuladores" por essas escassezes e fez cumprir rigorosamente sua política de controle de preços, denunciando qualquer pessoa que vendesse produtos alimentícios por preços mais elevados. Em 2011, os preços dos alimentos em Caracas eram nove vezes maiores do que quando os controles de preços foram implementados, resultando em escassez de óleo de cozinha, frango, leite em pó, queijo, açúcar e carne. Os controles de preços aumentaram a demanda por alimentos básicos, ao mesmo tempo em que dificultavam a importação de bens, levando a uma maior dependência da produção interna. Economistas acreditam que essa política aumentou as escassezes. Escassezes de alimentos ocorreram durante o restante da presidência de Chávez, com índices de escassez de alimentos entre 10% e 20% de 2010 a 2013. Uma possível razão para as escassezes é a relação entre inflação e subsídios, onde a falta de lucratividade devido às regulamentações de preços afeta as operações. Por sua vez, a escassez de dólares dificultava a compra de mais importações de alimentos. A estratégia de Chávez em resposta às escassezes alimentares consistiu em tentar aumentar a produção interna por meio da nacionalização de grandes partes da indústria alimentícia,[carece de fontes?] embora tais nacionalizações supostamente tenham feito o oposto e causado uma diminuição na produção.
Como parte de sua estratégia de segurança alimentar, Chávez iniciou uma cadeia nacional de supermercados, a rede Mercal, que contava com 16 mil pontos de venda e 85 mil empregados, distribuindo alimentos a preços altamente descontados, e administrava 6.000 cozinhas comunitárias em todo o país. Simultaneamente, Chávez expropriou muitos supermercados privados. A rede Mercal foi criticada por alguns comentaristas por fazer parte da estratégia de Chávez de se posicionar como um fornecedor de alimentos baratos, com as lojas exibindo sua imagem de forma proeminente. A rede Mercal também foi sujeita a frequentes escassezes de produtos básicos, como carne, leite e açúcar — e, quando os produtos escassos chegavam, os consumidores tinham que esperar em filas.

#### Comunas
Após sua eleição em 1998, mais de 100 mil cooperativas estatais — que afirmavam representar cerca de 1,5 milhão de pessoas — foram formadas com o auxílio de créditos iniciais do governo e treinamento técnico.
O governo venezuelano frequentemente não conseguiu construir o número de moradias que havia proposto. De acordo com o jornal El Universal da Venezuela, uma das falhas marcantes da administração de Chávez foi a incapacidade de cumprir suas metas de construção de moradias.

#### Controles cambiais
A linha vermelha representa o que o governo venezuelano oficialmente avalia o bolívar forte
Fontes: Banco Central de Venezuela, Dolar Paralelo, Federal Reserve Bank, Fundo Monetário Internacional

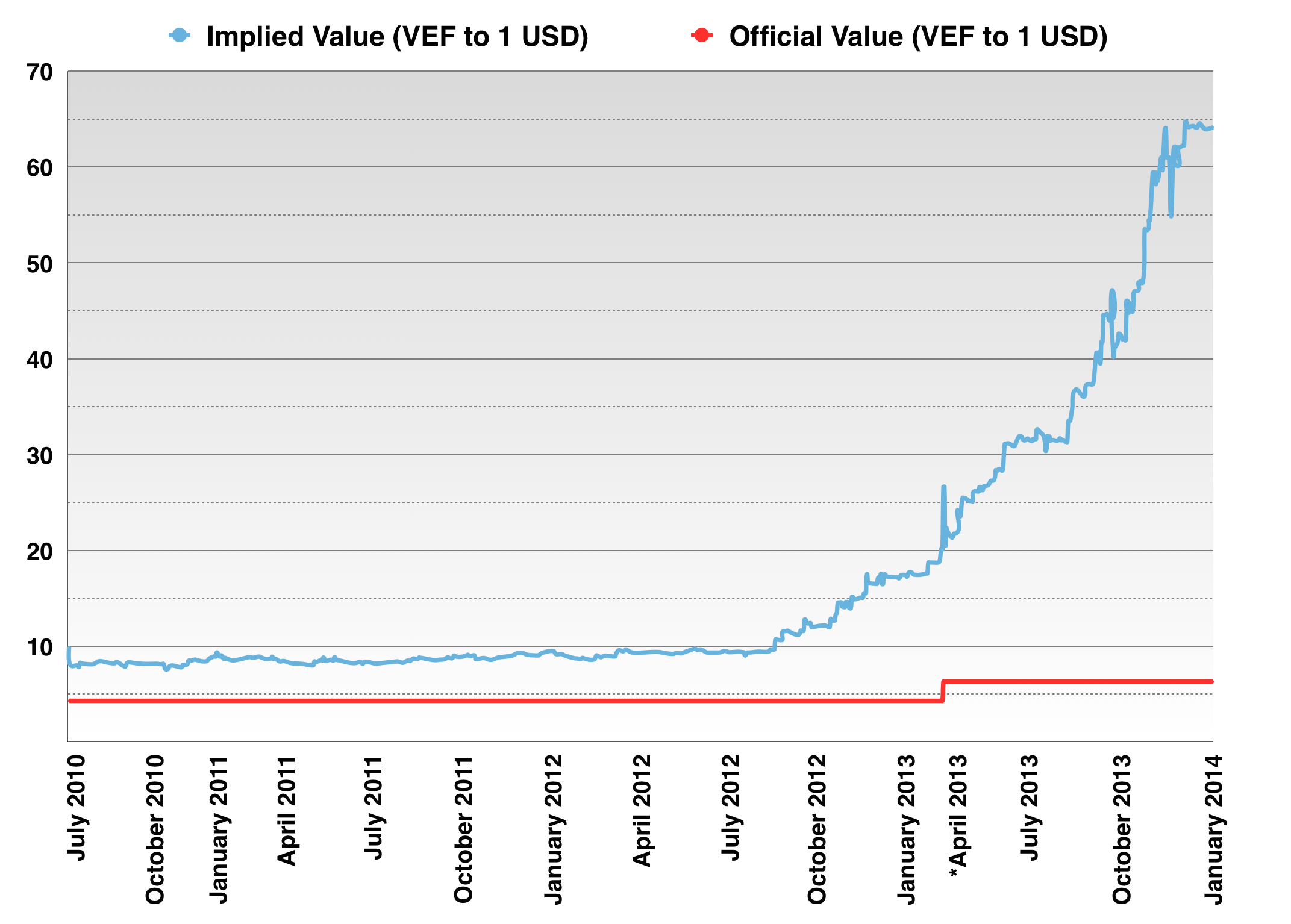
A linha azul representa o valor implícito do bolívar forte (VEF) em comparação com o dólar americano (USD)A linha vermelha representa o que o governo venezuelano oficialmente avalia o bolívar forte
Fontes: Banco Central de Venezuela, Dolar Paralelo, Federal Reserve Bank, Fundo Monetário Internacional

Nos primeiros anos do mandato de Chávez, seus programas sociais recém-criados exigiam grandes desembolsos para promover as mudanças desejadas. Em 5 de fevereiro de 2003, o governo criou o CADIVI, um conselho de controle cambial encarregado de gerenciar os procedimentos de câmbio. Sua criação visava controlar a fuga de capitais estabelecendo limites para os indivíduos e oferecendo-lhes apenas uma quantidade determinada de moeda estrangeira. Esse limite à moeda estrangeira levou à criação de uma economia de mercado negro de câmbio, uma vez que os comerciantes venezuelanos dependem de bens estrangeiros que requerem pagamentos com moedas estrangeiras confiáveis. À medida que a Venezuela imprimia mais dinheiro para seus programas sociais, o bolívar continuava a se desvalorizar para os cidadãos e comerciantes venezuelanos, já que o governo detinha a maioria das moedas estrangeiras mais confiáveis.
O valor implícito ou "valor de mercado negro" é o que os venezuelanos acreditam que o bolívar forte vale em comparação com o dólar americano. As altas taxas no mercado negro dificultam que as empresas adquiram os bens necessários, pois o governo frequentemente obriga essas empresas a reduzir os preços. Isso leva as empresas a venderem seus produtos com baixa margem de lucro. Como as empresas obtêm baixos lucros, isso leva a escassezes, pois elas não conseguem importar os bens dos quais a Venezuela depende.
Chávez utilizou subsídios à taxa de câmbio para financiar as importações; essa política não visava maximizar o bem-estar, mas sim beneficiar interesses especiais.

### Crime e punição

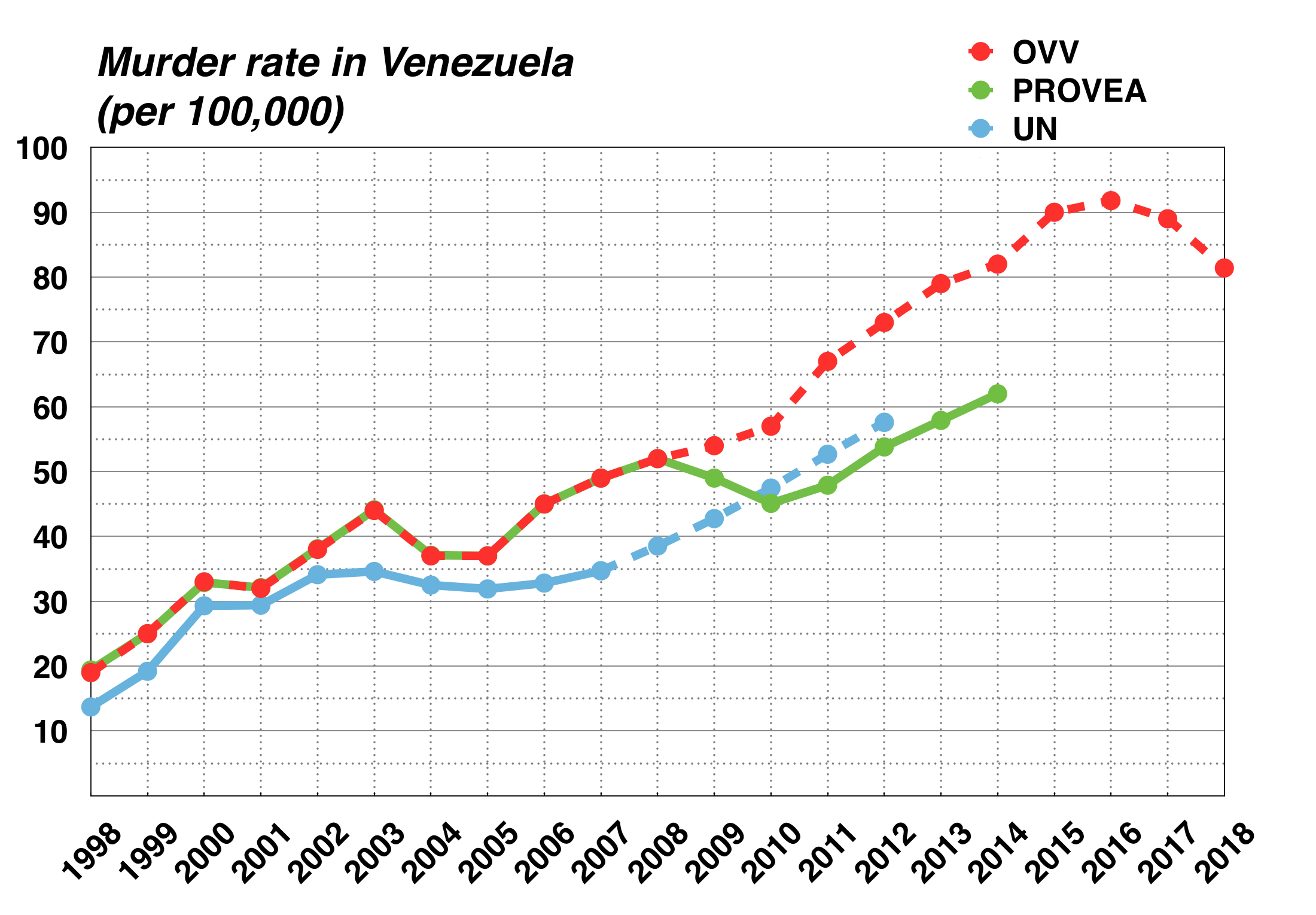
Taxa de homicídios (1 assassinato por 100 mil cidadãos) de 1998 a 2018 Fontes: OVV, PROVEA, UN
* Linha da ONU entre 2007 e 2012 é dados simulados faltantes

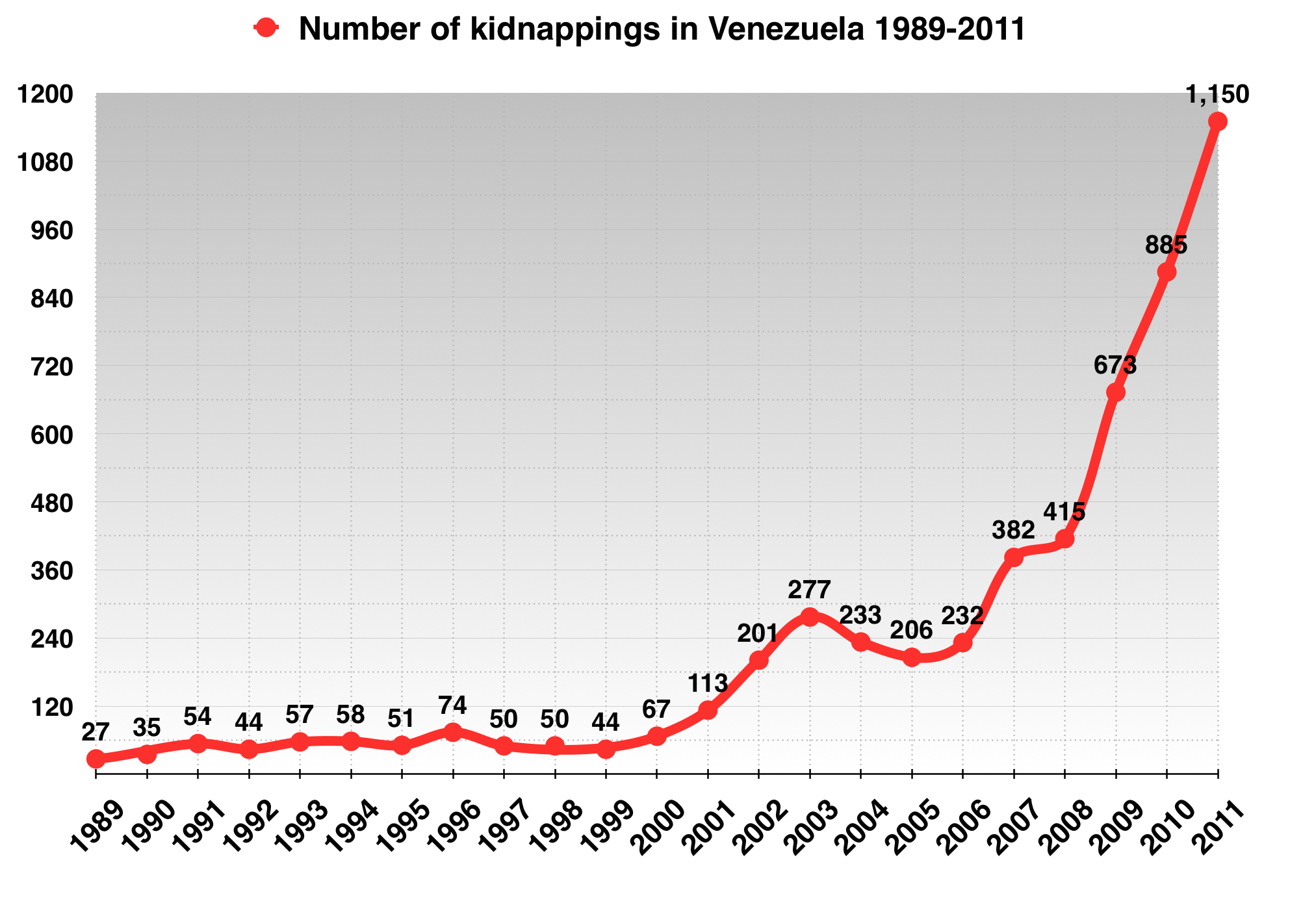
Número de sequestros na Venezuela entre 1989 e 2011
Fonte: CICPC
- Sequestros express podem não estar incluídos nos dados

Durante as décadas de 1980 e 1990, houve um aumento constante da criminalidade na América Latina. Os países da Colômbia, El Salvador, Venezuela e Brasil tiveram taxas de homicídios acima da média regional. Durante os mandatos de Chávez como presidente, centenas de milhares de venezuelanos foram assassinados devido a crimes violentos ocorridos no país. Gareth A. Jones e Dennis Rodgers afirmaram em seu livro Youth violence in Latin America: Gangs and Juvenile Justice in Perspective que, "Com a mudança de regime político em 1999 e o início da Revolução Bolivariana, um período de transformação e conflito político começou, marcado por um novo aumento no número e na taxa de mortes violentas", mostrando que, em quatro anos, a taxa de homicídios aumentou para 44 por 100.000 pessoas. Os sequestros também aumentaram tremendamente durante o mandato de Chávez, com o número de sequestros sendo mais de 20 vezes maior em 2011 do que quando Chávez foi eleito. O cineasta documental James Brabazon afirmou que "os crimes de sequestro dispararam ... após o falecido Presidente venezuelano Hugo Chávez libertar milhares de presos violentos como parte de reformas controversas no sistema de justiça criminal", enquanto os sequestros e assassinatos também aumentaram devido à atividade do crime organizado colombiano. Ele explicou ainda que os criminosos comuns sentiam que o governo venezuelano não se importava com os problemas das classes mais alta e média, o que lhes dava uma sensação de impunidade que fomentava um grande mercado de sequestro por resgate.
Sob a administração de Chávez, os crimes eram tão prevalentes que, em 2007, o governo deixou de produzir dados sobre criminalidade. As taxas de homicídio na Venezuela mais que triplicaram, com uma ONG constatando que a taxa quase quadruplicou. A maioria das mortes ocorre em favelas superlotadas em Caracas. A ONG constatou que o número de homicídios no país aumentou de 6.000 em 1999 para 24.763 em 2013. Em 2010, Caracas tinha a maior taxa de homicídios do mundo,
- James, Ian (28 de agosto de 2010). «Venezuelanos protestam contra a violência desenfreada, alguns comparam o derramamento de sangue a 'guerra não declarada'». startribune.com. Associated Press. Consultado em 17 de novembro de 2012. Arquivado do original em 18 de novembro de 2012
- Bowman, Michael (24 de agosto de 2010). «Venezuelanos desesperam com a violência desenfreada e mortal». Voice of America. Consultado em 28 de agosto de 2010. Arquivado do original em 27 de agosto de 2010
- Romero, Simon (22 de agosto de 2010). «Venezuela, mais mortal que o Iraque, se pergunta o porquê». The New York Times

tendo mais mortes do que Baghdad durante a Guerra do Iraque. De acordo com o Escritório das Nações Unidas sobre Drogas e Crime, em 2012 houve 13.080 assassinatos na Venezuela.
Em dados vazados do INE do governo para sequestros no ano de 2009, o número de sequestros foi estimado em 16.917, contrastando com o número de apenas 673 do CICPC, antes do governo venezuelano bloquear os dados. Também em 2009, foi reportado que as autoridades venezuelanas designariam a polícia judicial para os necrotérios da área de Caracas para conversar com as famílias. Naquela época, eles aconselhavam as famílias a não reportarem o assassinato de um ente querido à mídia, em troca de acelerar o processo de liberação do corpo da vítima.
Em setembro de 2010, respondendo ao aumento das taxas de criminalidade no país, Chávez afirmou que a Venezuela não era mais violenta do que quando ele assumiu o cargo. Um relatório do International Crisis Group no mesmo ano afirmou que, quando Chávez assumiu o cargo, havia alguns fatores além de seu controle que levaram à epidemia de crimes em toda a Venezuela, mas que Chávez os ignorou, assim como a corrupção no país; especialmente entre outros funcionários estatais. O relatório também afirmou que os filtros do crime organizado internacional entre a Colômbia e a Venezuela, com a assistência das "mais altas esferas do governo" na Venezuela, levaram a taxas mais altas de sequestros, tráfico de drogas e homicídios.

#### Prisões
Durante a presidência de Chávez, houve relatos de que prisioneiros tinham fácil acesso a armas de fogo, drogas e álcool. Carlos Nieto, chefe da Window to Freedom, alegou que os chefes de gangues adquiriam armas militares do estado, afirmando: "Eles possuem os tipos de armas que só podem ser obtidas pelas forças armadas do país. ... Ninguém mais tem essas." O uso da internet e de telefones celulares também era comum, permitindo que criminosos participassem de crimes de rua enquanto estavam na prisão. Um prisioneiro explicou que, "se os guardas mexerem conosco, nós atiramos neles" e que ele "vi um homem ter a cabeça decapitada e pessoas jogarem futebol com ela".
Edgardo Lander, um sociólogo e professor da Universidade Central da Venezuela com doutorado em sociologia pela Universidade de Harvard, explicou que as prisões venezuelanas eram "praticamente uma escola para criminosos", pois os jovens detentos saem "treinados e endurecidos" em comparação com antes de sua internação. Ele também explicou que as prisões são controladas por gangues e que "pouco foi feito" para conter suas atividades.

### Eleições sob Chávez

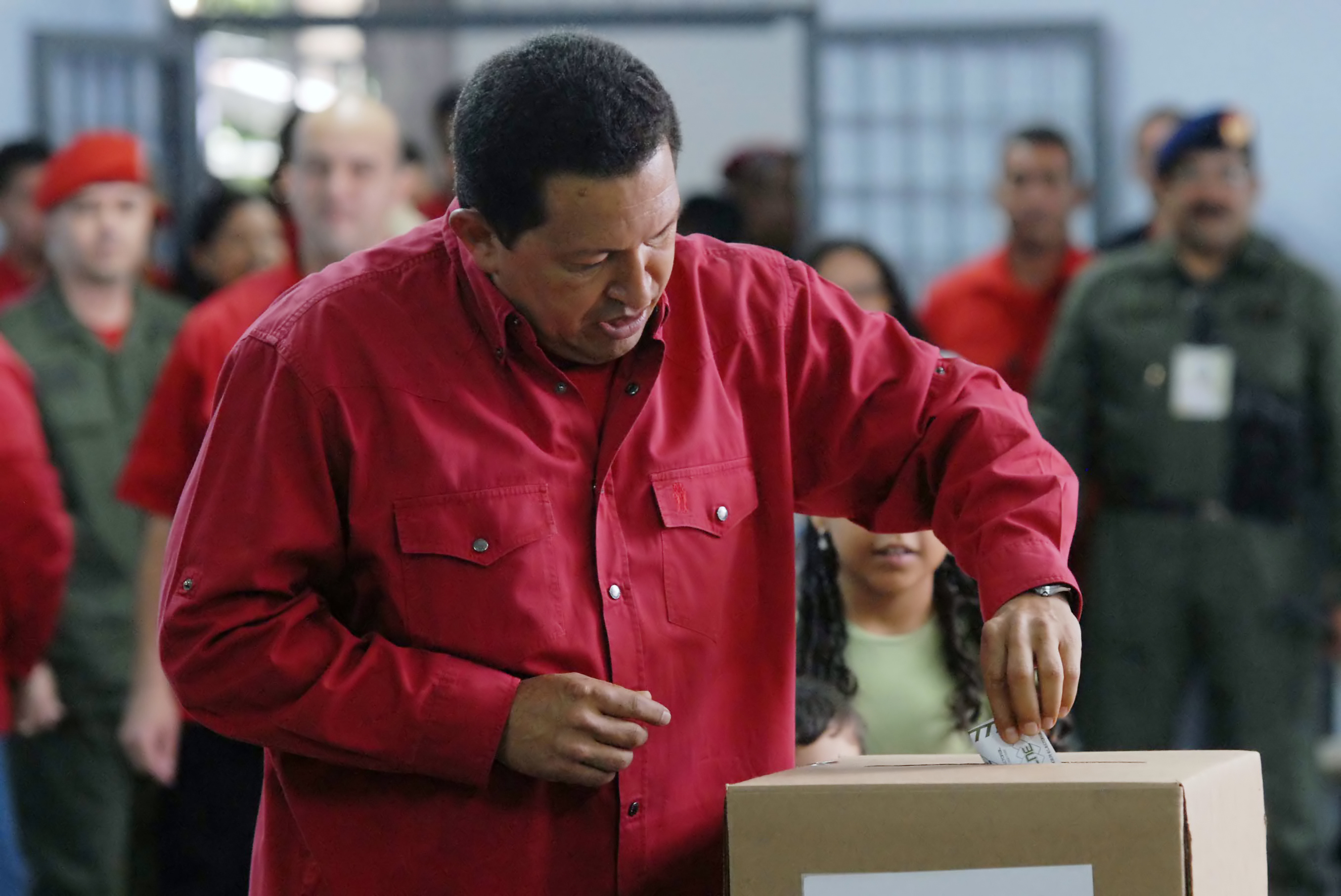
Chávez votando em dezembro de 2007

Os processos eleitorais que cercavam a democracia da Venezuela sob Chávez eram frequentemente observados de forma controversa. Segundo a Bloomberg, ele transformou a Venezuela de uma democracia em "um sistema amplamente autoritário".
No entanto, havia limites para seu autoritarismo, e ele via o sistema eleitoral como uma forma chave de se tornar mais eficaz como líder.
Como apontou o historiador da New York University, Greg Grandin, Chávez "submeteu a si mesmo e sua agenda a 14 votos nacionais, vencendo 13 deles por margens expressivas, em pesquisas consideradas por Jimmy Carter como ‘as melhores do mundo’."
Francisco Toro, editor de Caracas Chronicles, um site de notícias e análises favorável à oposição, disse "Chávez sempre teve cuidado em manter a legitimidade eleitoral". Toro afirma que Chávez tinha grandes vantagens com uma mídia favorável e sua tendência a usar dinheiro do estado em suas campanhas, mas que ele não "roubou ou cancelou eleições de forma flagrante." Chávez até permitiu que sua oposição realizasse um referendo de revogação contra ele em 2004, apenas dois anos após sobreviver a uma tentativa de golpe. Ele venceu o referendo por uma margem enorme.
Desde 1998, as eleições na Venezuela têm sido automatizadas usando telas sensíveis ao toque de máquina de votação DRE, que fornecem um comprovante de votação verificado pelo eleitor e são administradas pelo Conselho Nacional Eleitoral. Na Venezuela, os eleitores tocam uma tela de computador para votar e, em seguida, recebem um recibo em papel, que verificam e depositam em uma urna. A maioria das cédulas em papel é comparada com a contagem eletrônica. Esse sistema torna a fraude eleitoral quase impossível: para roubar votos seria necessário invadir os computadores e, em seguida, encher as urnas para coincidir com os votos fraudados. A partir de 2012, as eleições na Venezuela passaram a utilizar autenticação biométrica para ativar a máquina de votação.

### Corrupção

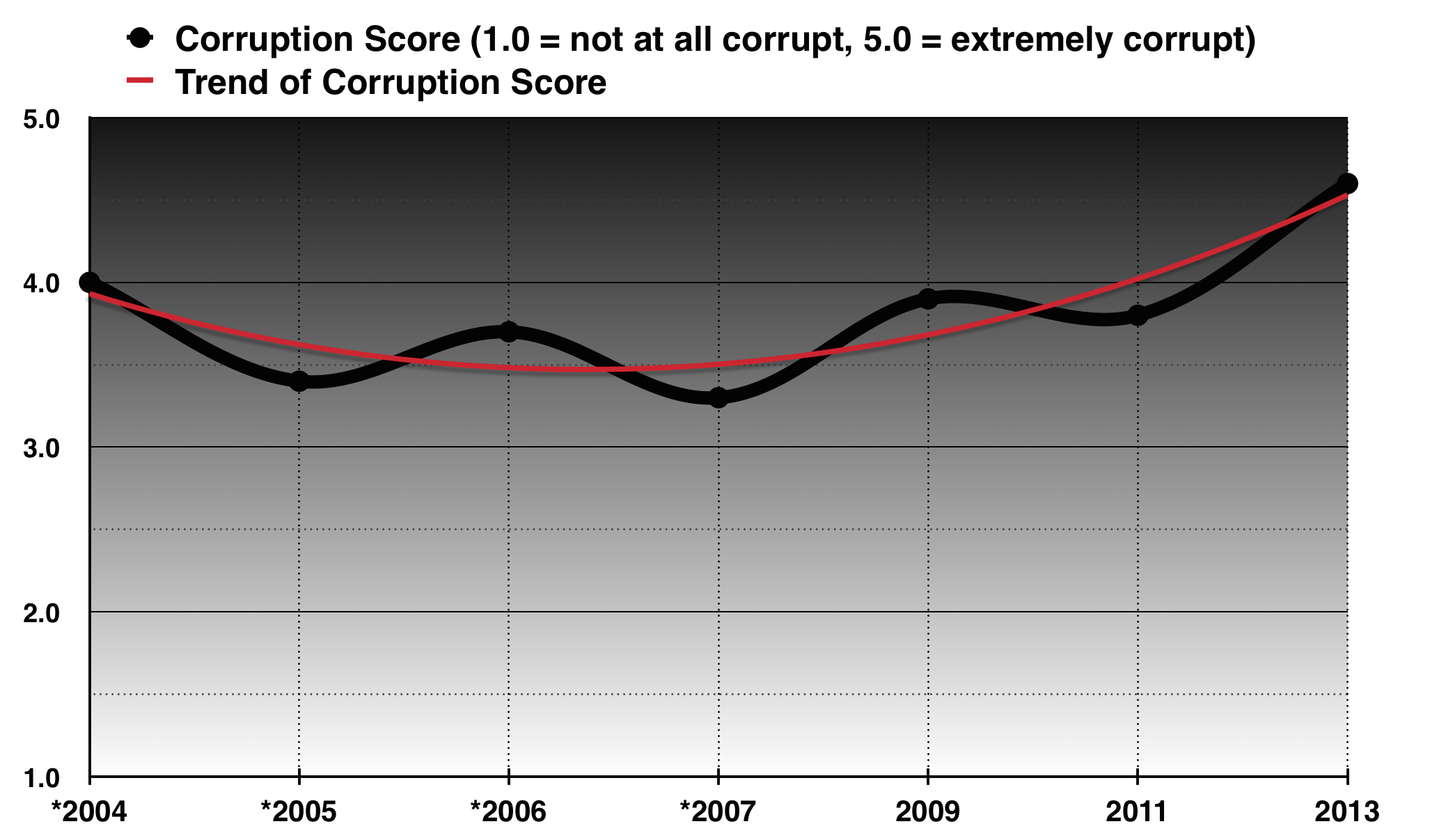
Pontuações da percepção de corrupção na Venezuela entre 2004 e 2013
(*) A pontuação foi calculada como média de acordo com o método da Transparency International.
Fonte: Transparency International

Em dezembro de 1998, Hugo Chávez declarou três metas para o novo governo: "convocar uma assembleia constituinte para redigir uma nova constituição, eliminar a corrupção governamental e combater a exclusão social e a pobreza".
Em 2004, Hugo Chávez e seus aliados assumiram o controle do Supremo Tribunal, preenchendo-o com apoiadores de Chávez e implementando novas medidas para que o governo pudesse demitir juízes do tribunal. Segundo o Cato Institute, o Conselho Nacional Eleitoral da Venezuela estava sob o controle de Chávez, onde ele tentou "impulsionar uma reforma constitucional que lhe permitiria oportunidades ilimitadas para reeleição". O Índice de Percepção de Corrupção, produzido anualmente pela ONG Transparency International com sede em Berlim (TNI), relatou que, nos anos finais do mandato de Chávez, a corrupção piorou; a Venezuela estava na 158ª posição entre 180 países em 2008, e na 165ª posição entre 176 (empatada com Burundi, Chade e Haiti). A maioria dos venezuelanos acreditava que o esforço do governo contra a corrupção era ineficaz; que a corrupção havia aumentado; e que instituições governamentais, como o sistema judiciário, o parlamento, a legislatura e a polícia, eram as mais corruptas.
No Índice de Corrupção de 2006 da Gallup Poll, a Venezuela ficou na 31ª posição entre 101 países, de acordo com a percepção da população sobre a corrupção no governo e nos negócios. O índice classificou a Venezuela como a segunda nação menos corrupta da América Latina, atrás apenas do Chile. Algumas críticas também vieram dos apoiadores de Chávez. O próprio partido político de Chávez, o Movimento V República (MVR), havia sido criticado por estar repleto do mesmo nepotismo, favorecimento político e corrupção que Chávez alegava serem característicos dos antigos partidos da "Quarta República". Os sindicalistas e comunidades indígenas da Venezuela participaram de manifestações pacíficas com o intuito de pressionar o governo a facilitar reformas trabalhistas e agrárias. Essas comunidades, embora expressassem em grande parte sua simpatia e apoio a Chávez, criticaram o que viam como o progresso lento de Chávez na proteção de seus interesses contra os gestores e as preocupações com a mineração, respectivamente.

#### Apoio à FARC

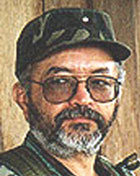
Raúl Reyes

Segundo o Instituto Internacional de Estudos Estratégicos (IISS), "o governo de Chávez financiou o escritório da FARC em Caracas e lhe deu acesso aos serviços de inteligência da Venezuela" e afirmou que, durante a tentativa de golpe de 2002, "a FARC também respondeu a pedidos do [serviço de inteligência da Venezuela] para fornecer treinamento em terrorismo urbano envolvendo assassinatos direcionados e o uso de explosivos".
Em 2007, autoridades na Colômbia declararam que, por meio de laptops apreendidos em uma operação contra Raúl Reyes, encontraram em documentos que Hugo Chávez ofereceu pagamentos de até US$ 300 milhões à FARC "entre outros laços financeiros e políticos que datam de anos atrás", juntamente com outros documentos mostrando que "reuniões de alto nível foram realizadas entre rebeldes e oficiais equatorianos" e alguns documentos sugerindo que a FARC "comprou e vendeu urânio".
Em 2015, o ex-guarda-costas de Chávez, Leamsy Salazar, afirmou no livro Bumerán Chávez que Chávez se encontrou com a alta cúpula da FARC em 2007, em algum lugar na zona rural da Venezuela. Chávez criou um sistema no qual a FARC forneceria ao governo venezuelano drogas que seriam transportadas em gado vivo e a FARC receberia dinheiro e armamento do governo venezuelano. Segundo Salazar, isso foi feito para enfraquecer o Presidente colombiano Álvaro Uribe, inimigo de Chávez.
Em 2019, promotores federais do Distrito Sul de Nova Iorque apresentaram documentos detalhando que, em 2005, Chávez ordenou que tenentes de alto escalão discutissem planos para enviar cocaína para os Estados Unidos com a ajuda da FARC e "inundar" o país com a droga, como parte de seus objetivos políticos para combater os Estados Unidos.

### Direitos humanos

#### Críticas

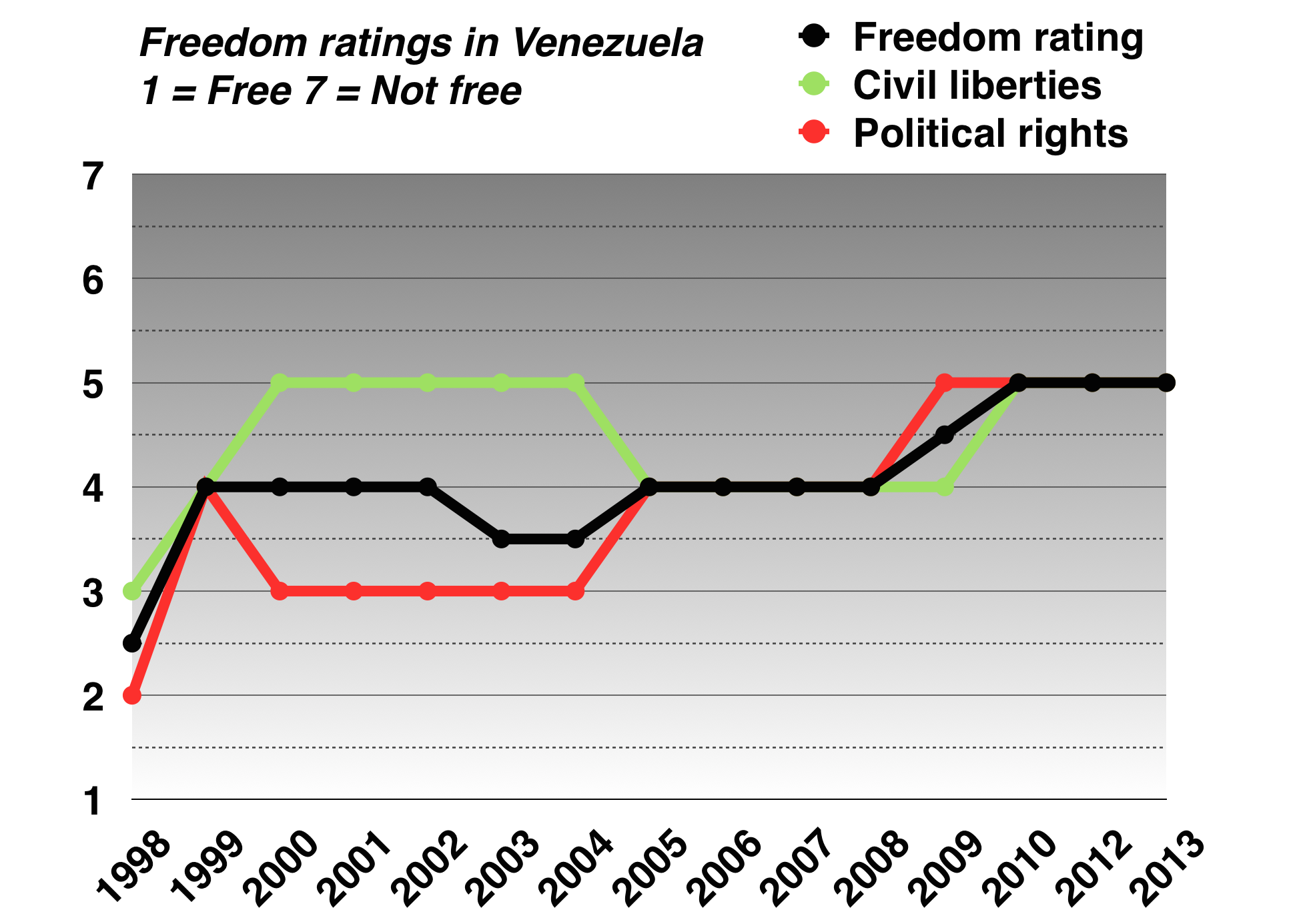
Índices de liberdade na Venezuela de 1998 a 2013. (1 = Livre, 7 = não livre)
Fonte: Freedom House

Pouco depois da eleição de Hugo Chávez, os índices de liberdade na Venezuela caíram, de acordo com o grupo político e de direitos humanos Freedom House, e a Venezuela foi classificada como "parcialmente livre". Em 2004, a Anistia Internacional criticou a administração de Chávez por não lidar adequadamente com o golpe de 2002, afirmando que os incidentes violentos "não foram investigados de forma eficaz e permaneceram impunes" e que "a impunidade desfrutada pelos perpetradores incentiva novas violações dos direitos humanos em um clima político particularmente volátil". A Anistia Internacional também criticou a Guarda Nacional da Venezuela e a Dirección de Inteligencia Seguridad y Prevención (DISIP), afirmando que eles "alegadamente usaram força excessiva para controlar a situação em várias ocasiões" durante os protestos relacionados à retirada da Venezuela em 2004. Também foi observado que muitos dos manifestantes detidos não pareciam ser "apresentados a um juiz dentro do prazo legal".
Em 2008, a Human Rights Watch divulgou um relatório revisando o histórico de direitos humanos de Chávez durante sua primeira década no poder. O relatório elogiou as emendas de 1999 à constituição, que expandiram significativamente as garantias de direitos humanos, além de mencionar melhorias nos direitos das mulheres e nos direitos indígenas, mas apontou uma "ampla gama de políticas governamentais que minaram as proteções dos direitos humanos estabelecidas" pela constituição revisada.[carece de fontes?] Em particular, o relatório acusou Chávez e sua administração de praticar discriminação por motivos políticos, minar a independência do poder judiciário e de adotar "políticas que prejudicaram a liberdade de expressão dos jornalistas, a liberdade de associação dos trabalhadores e a capacidade da sociedade civil de promover os direitos humanos na Venezuela".[carece de fontes?] O governo venezuelano retaliou pelo relatório expulsando membros da Human Rights Watch do país. Posteriormente, mais de cem acadêmicos latino-americanos assinaram uma carta conjunta com o Council on Hemispheric Affairs, uma ONG de esquerda que defenderia Chávez e seu movimento, criticando o relatório da Human Rights Watch por sua suposta imprecisão factual, exagero, falta de contexto, argumentos ilógicos e forte dependência de jornais da oposição como fontes, entre outras coisas. A Organização Internacional do Trabalho das Nações Unidas também expressou preocupação com os eleitores sendo pressionados a se filiarem ao partido.
Em 2009, a juíza Maria Lourdes Afiuni foi presa sob acusações de corrupção após ordenar a soltura condicional, sob fiança, do empresário Eligio Cedeño, que então fugiu do país. Ela foi colocada em prisão domiciliar em Caracas em fevereiro de 2011, mas ela ainda está proibida de exercer a advocacia, deixar o país ou utilizar sua conta bancária ou redes sociais. Grupos de direitos humanos acusaram Chávez de criar um cultura do medo que ameaçava a independência do poder judiciário. A Reuters afirmou que Afiuni é "considerada por opositores e juristas como uma das presas políticas mais emblemáticas" na Venezuela, porque Chávez pediu que ela fosse presa.
Em 2009, o Procurador-Geral anunciou a criação de uma equipe investigativa para examinar 6.000 relatos de execuções extrajudiciais entre 2000 e 2007.

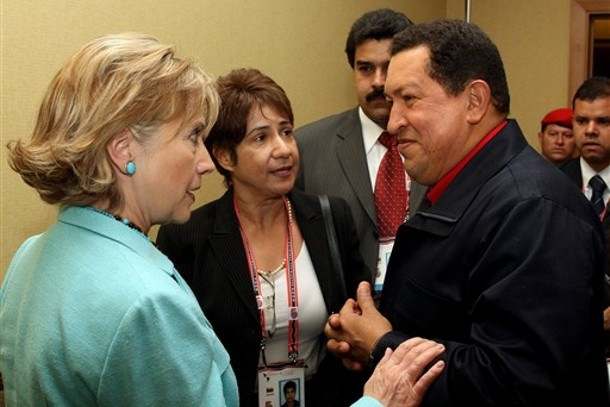
Chávez se encontra com a Secretária de Estado Hillary Clinton na Cúpula das Américas em 19 de abril de 2009

Em 2010, a Amnesty International criticou a administração de Chávez por direcionar seus ataques a críticos após várias prisões politicamente motivadas. Freedom House classificou a Venezuela como "parcialmente livre" em seu relatório anual Freedom in the World de 2011, observando que "[a erosão gradual da liberdade de imprensa na Venezuela continuou em 2010]".
Um relatório de 2010 da Organização dos Estados Americanos encontrou preocupações com a liberdade de expressão, abusos de direitos humanos, autoritarismo, liberdade de imprensa, ameaças à democracia, bem como a erosão da separação de poderes, da infraestrutura econômica e da capacidade do presidente de nomear juízes para os tribunais federais. Chávez rejeitou o relatório da OEA, apontando que seus autores não foram à Venezuela. A ouvidora venezuelana Gabriela Ramírez afirmou que o relatório distorceu e tirou as estatísticas de contexto, e disse que "as violações dos direitos humanos na Venezuela diminuíram".
Em novembro de 2014, a Venezuela compareceu perante o Comitê das Nações Unidas Contra a Tortura sobre casos ocorridos entre 2002 e 2014. O especialista em direitos humanos do comitê da ONU, Felice D. Gaer, observou que "apenas 12 funcionários públicos foram condenados por violações dos direitos humanos na última década, quando, no mesmo período, houve mais de 5 mil denúncias". As Nações Unidas afirmaram que foram recebidas 31.096 denúncias de violações dos direitos humanos entre os anos de 2011 e 2014. Das 31 096 denúncias, 3% dos casos resultaram apenas em uma acusação pelo Ministério Público venezuelano.

##### Acusações de antissemitismo
A oposição ao sionismo de Chávez e suas relações próximas com o Irã levaram a acusações de antissemitismo. Tais alegações foram feitas pela comunidade judaica venezuelana em uma Assembleia Plenária do World Jewish Congress em Jerusalém, após a sinagoga mais antiga da Venezuela ter sido vandalizada por homens armados. As acusações de antissemitismo foram motivadas por várias declarações feitas por Chávez, incluindo em um discurso de Natal de 2006, onde ele reclamou que "uma minoria, os descendentes dos mesmos que crucificaram Cristo", agora tinha "assumido a posse de toda a riqueza do mundo". Em 2009, ataques a uma sinagoga em Caracas foram supostamente influenciados por "denúncias vocais de Israel" pela mídia estatal venezuelana e por Hugo Chávez, embora Chávez tenha prontamente condenado os ataques, culpando uma "oligarquia". Uma investigação de uma semana pelo CICPC venezuelano afirmou que o ataque à sinagoga foi um "trabalho interno", com o motivo aparentemente sendo roubo em vez de antissemitismo.

### Mídia e imprensa

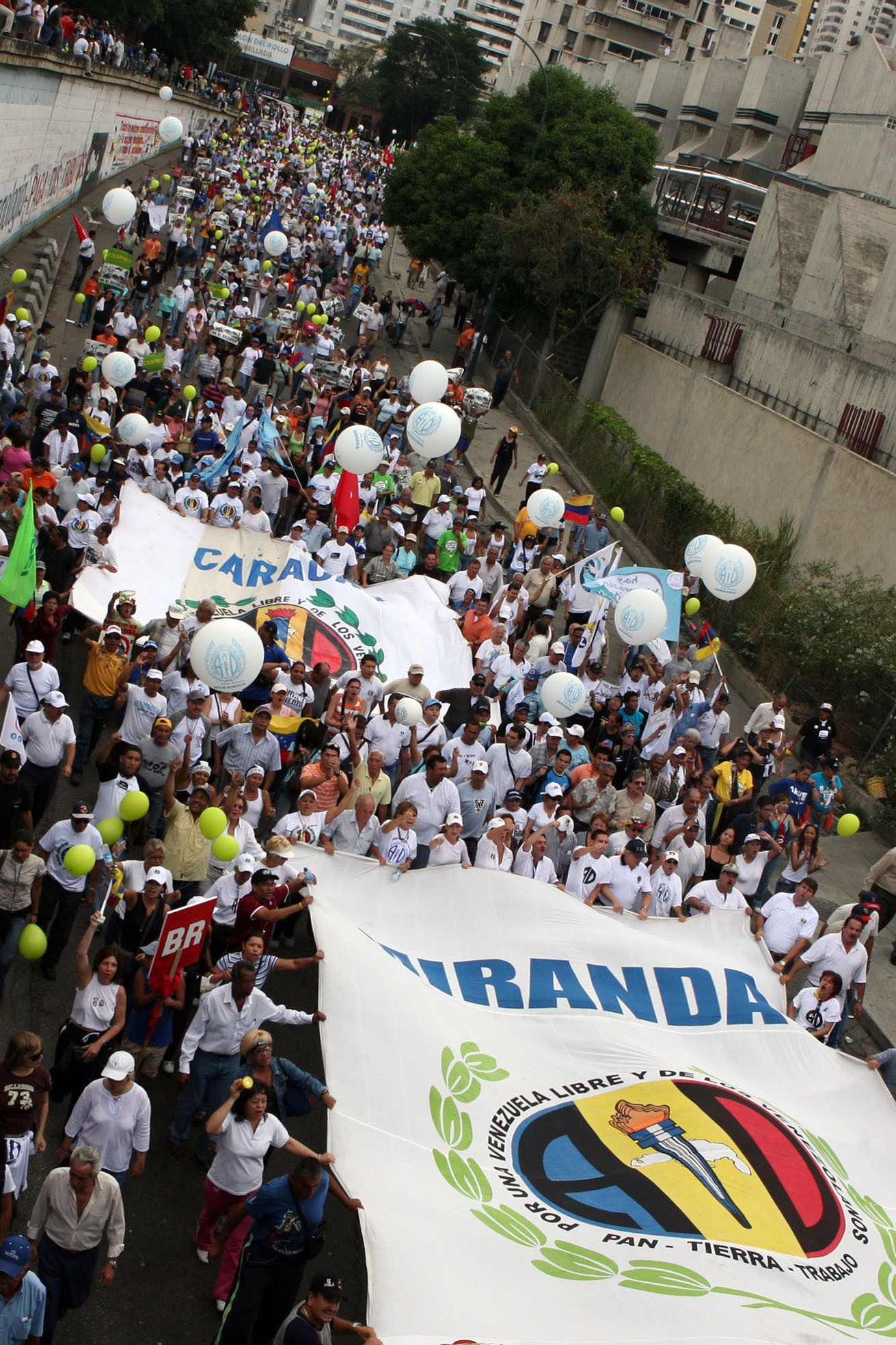
Venezuelanos protestando contra o fechamento da RCTV

Sob Chávez, a liberdade de imprensa diminuiu enquanto a censura na Venezuela aumentou. Ele utilizou órgãos estatais para silenciar a mídia e disseminar a propaganda bolivariana. Outras ações incluíram pressionar organizações de mídia a vender para pessoas ligadas ao seu governo ou enfrentar o fechamento.
A Human Rights Watch criticou Chávez por adotar "políticas frequentemente discriminatórias que minaram a liberdade de expressão dos jornalistas".[carece de fontes?] A organização Repórteres sem Fronteiras criticou a administração de Chávez por "silenciar progressivamente seus críticos".
Em 2004, Chávez utilizou a Comissão Nacional de Telecomunicações e a lei de Responsabilidade Social na Rádio, Televisão e Mídia Eletrônica para censurar oficialmente as organizações de mídia.
Chávez inaugurou a Telesur em julho de 2005, um canal de notícias pan-americano semelhante à Al Jazeera Media Network, que buscava desafiar as notícias televisivas latino-americanas da Univision e da CNN en Español sediada nos Estados Unidos. Em 2006, Chávez inaugurou um estúdio de cinema financiado pelo estado chamado Villa del Cine (em inglês: Cinema City).
No Índice de Liberdade de Imprensa de 2009 do grupo, o Reporters Without Borders observou que "a Venezuela está agora entre os piores infratores da liberdade de imprensa na região". Freedom House classificou a imprensa venezuelana como "Não Livre" em seu Mapa de Liberdade de Imprensa de 2011, observando que "[a erosão gradual da liberdade de imprensa na Venezuela continuou em 2010]".
Chávez também tinha uma conta no Twitter com mais de 3.200.000 seguidores em agosto de 2012. Uma equipe de 200 pessoas triou sugestões e comentários enviados via Twitter. Chávez disse que o Twitter era "outro mecanismo de contato com o público, para avaliar muitas coisas e ajudar muitas pessoas", e que via o Twitter como "uma arma que também precisa ser utilizada pela revolução".

### Política externa

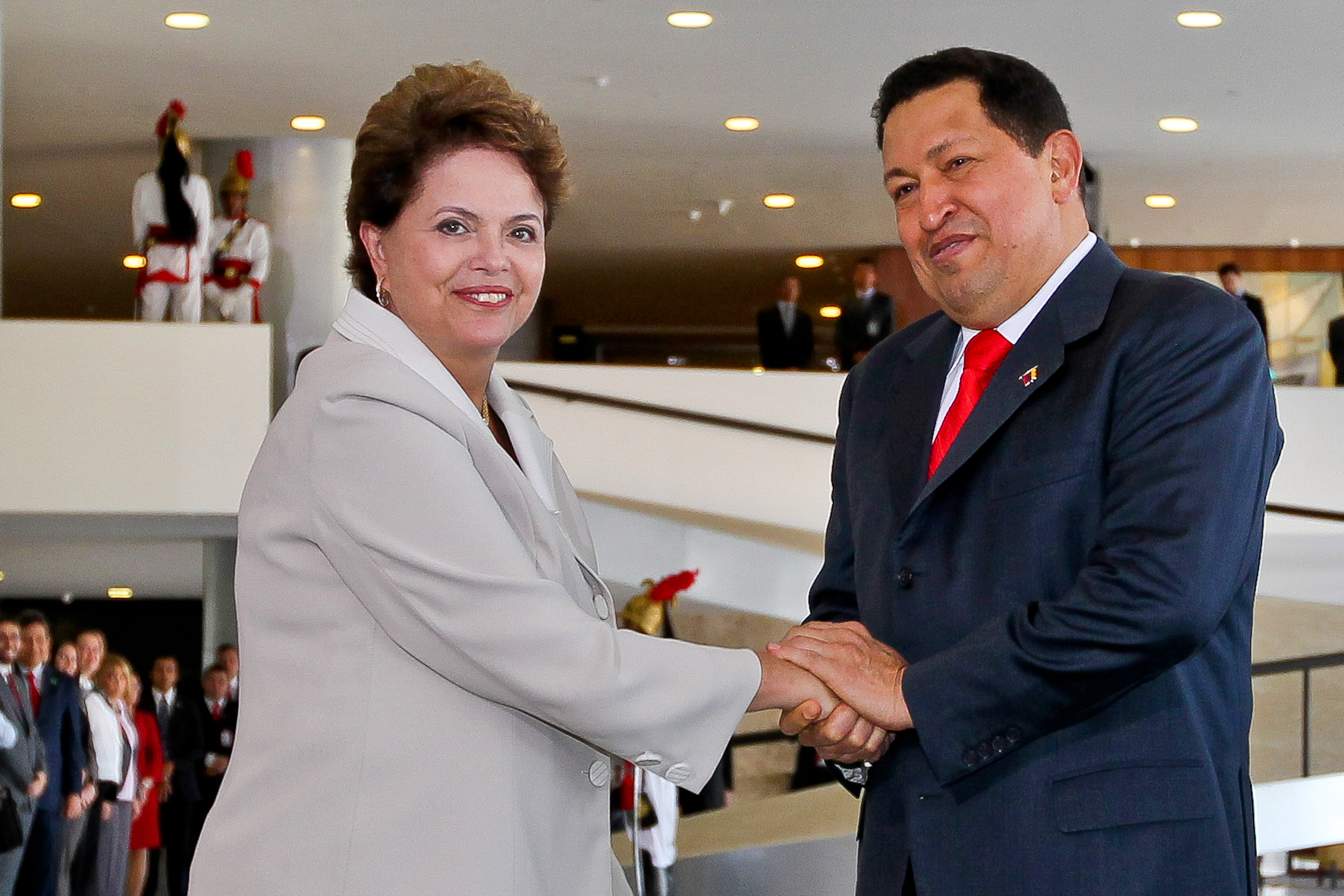
Chávez com a presidente brasileira Dilma Rousseff em Brasília, 6 de junho de 2011

Embora Chávez tenha inspirado outros movimentos na América Latina a seguirem seu modelo de chavismo na tentativa de remodelar a América do Sul, posteriormente foi visto como errático e sua influência internacional tornou-se exagerada. A má administração interna do país sob Chávez impediu que a Venezuela fortalecesse sua posição no mundo.
Segundo o acadêmico de estudos de comunicação Stuart Davis, a política externa de Chávez visava promover a cooperação Sul-Sul. Ele redirecionou a política externa venezuelana para a integração econômica e social da América Latina, por meio da implementação de acordos bilaterais de comércio e ajuda recíproca, incluindo sua chamada "diplomacia do petróleo" tornando a Venezuela mais dependente do uso do petróleo, sua principal commodity, e aumentando sua vulnerabilidade a longo prazo. Chávez também focou em diversas instituições multinacionais para promover sua visão de integração latino-americana, incluindo Petrocaribe, Petrosur e Telesur. As relações comerciais bilaterais com outros países latino-americanos também desempenharam um papel importante em sua política, com Chávez aumentando as compras de armamentos do Brasil, formando acordos de troca de petróleo por expertise com Cuba e criando arranjos únicos de escambo que trocavam o petróleo venezuelano pelos produtos de carne e laticínios da Argentina, que enfrentava problemas de liquidez.
Chávez também alinhou-se com nações autoritárias e movimentos radicais que eram vistos como antiocidentais, com as relações com Cuba e Irã tornando-se de particular importância. Ele também fez amizade com estados párias, como a Bielorrússia e o Irã. Em particular, as relações entre a Venezuela e os Estados Unidos deterioraram-se significativamente à medida que Chávez se tornou altamente crítico da política externa dos Estados Unidos, opondo-se à invasão do Iraque em 2003 liderada pelos EUA e condenando a intervenção militar liderada pela OTAN na intervenção militar na Líbia em 2011. As relações esquentaram um pouco sob o presidente Barack Obama em junho de 2009, apenas para deteriorar-se novamente de forma constante logo em seguida.

## Política externa

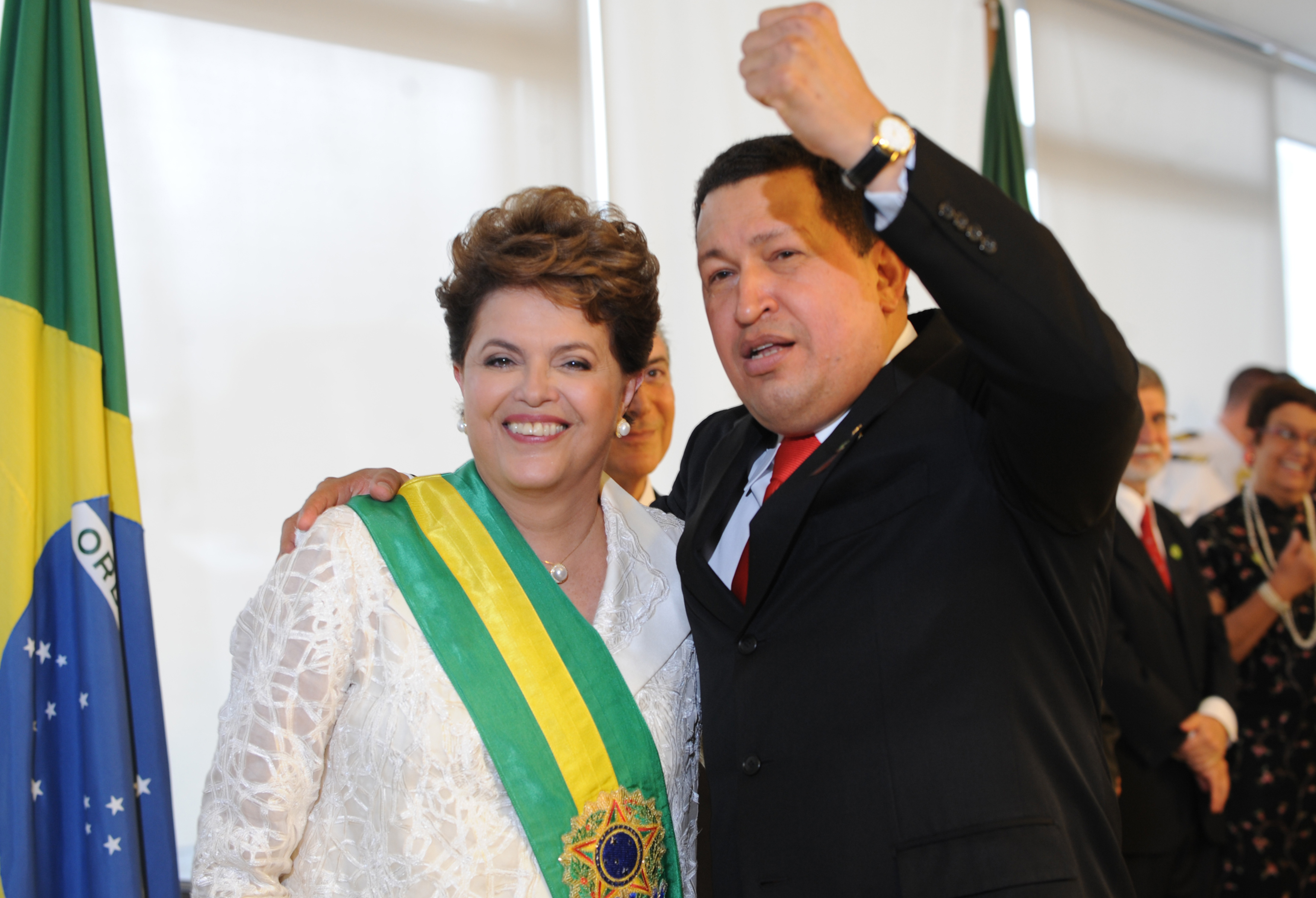
Chávez na posse de Dilma Roussef, em 1 de janeiro de 2011

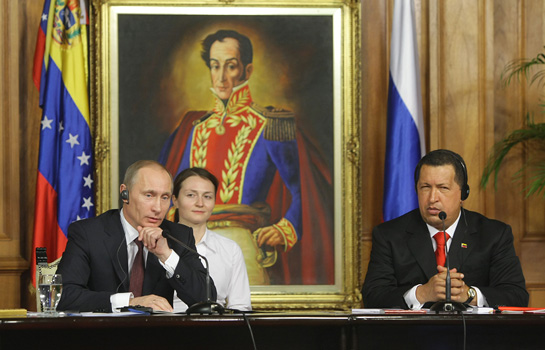
O presidente russo Vladimir Putin era um dos poucos líderes europeus a apoiar Chávez

Chávez buscou alianças com governos de esquerda da América Latina, culminando na formação da Aliança Bolivariana para os Povos da Nossa América (ALBA). Entre os seus principais apoiadores na região na época, podiam citar-se os presidentes da Bolívia (Evo Morales), do Equador (Rafael Correa) e do Brasil (Luiz Inácio Lula da Silva). Chávez também defendeu numerosas vezes o governo do presidente iraniano Mahmoud Ahmadinejad, além de ter se aproximado da Rússia e da Bielorrússia.
A política externa do governo Chávez antagonizou o governo colombiano, na figura do presidente Álvaro Uribe Vélez, a ponto de gerar uma crise diplomática em 2008.[carece de fontes?] Chávez também se opôs decididamente às ações militares de Israel, contra a Faixa de Gaza, e dos Estados Unidos, no Oriente Médio.

## Morte

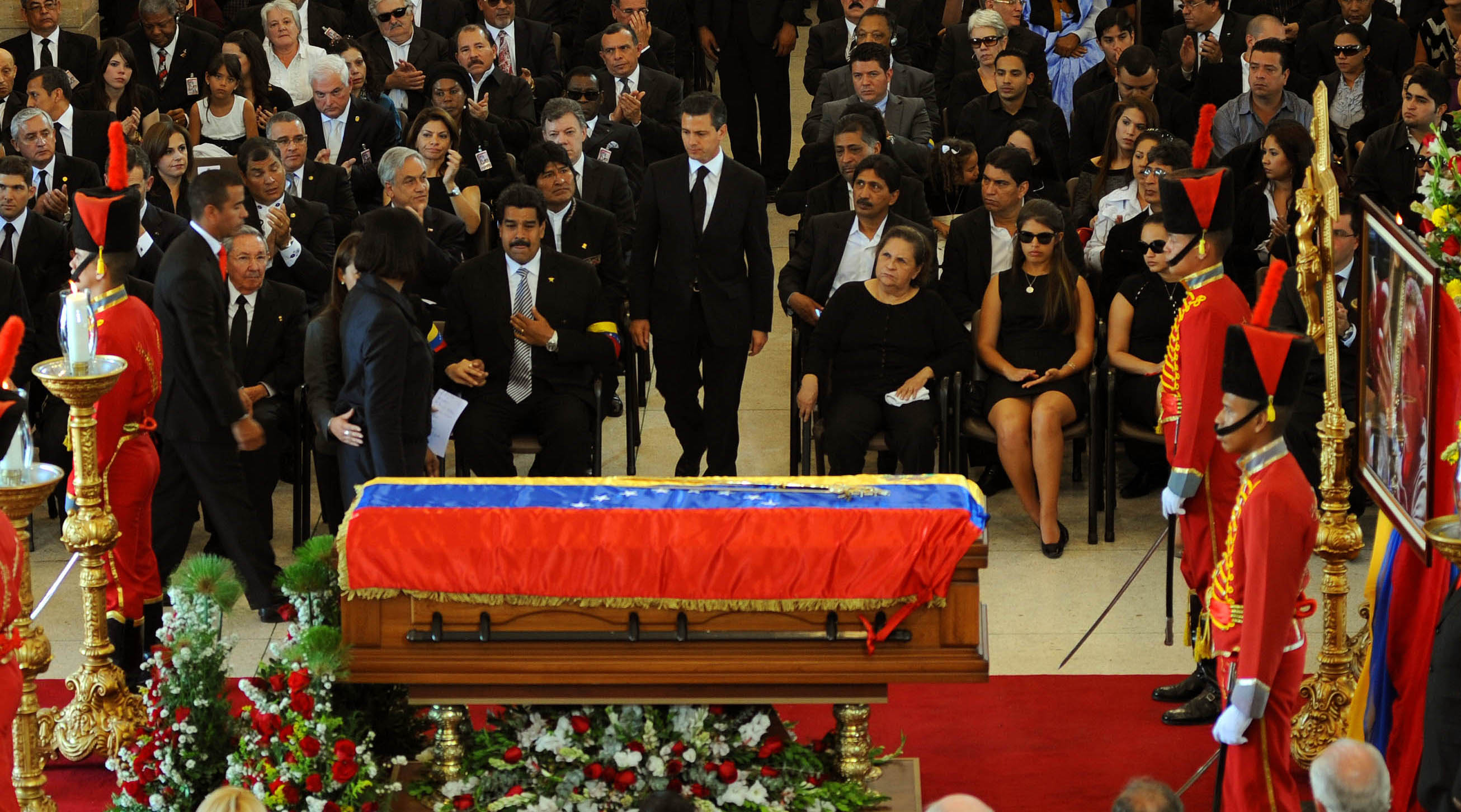
Funeral de Hugo Chávez

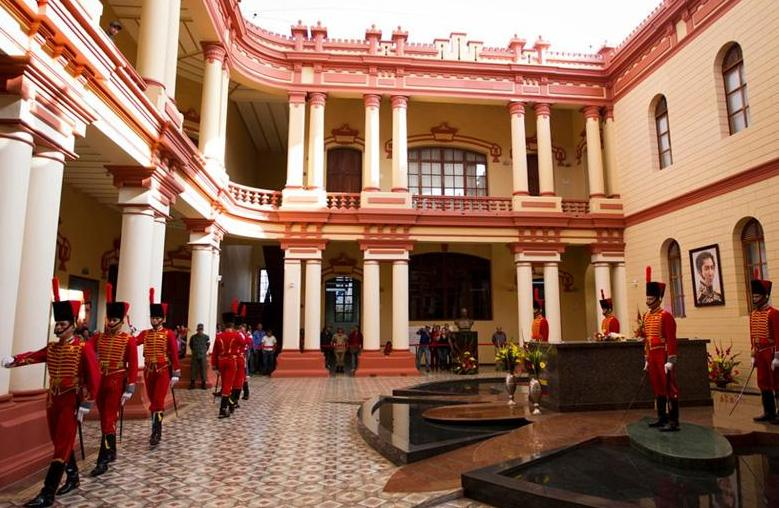
Mausoléu de Chávez em Caracas

Em 5 de março de 2013, às 17:20, no horário da Venezuela, o então vice-presidente, Nicolás Maduro, anunciou em cadeia nacional a morte de Hugo Chávez, aos 58 anos. Ele explicou que Chávez havia falecido às 16:25 daquele mesmo dia, no Hospital Militar de Caracas. Maduro comentou que Chávez havia lutado contra uma "doença difícil" por quase dois anos. Segundo o chefe da guarda presidencial, Chávez sofreu um "infarto fulminante", e o câncer na região pélvica já estava muito avançado quando ele morreu. O general José Ornella mencionou que, perto do fim, Chávez já não conseguia falar, mas teria dito com os lábios: "Não quero morrer, por favor, não me deixem morrer", pois amava profundamente o seu país e se sacrificou por ele. Chávez deixou quatro filhos e quatro netos.

### Data e local de falecimento
Apesar do anúncio oficial, existem teorias de que Chávez teria morrido antes da data divulgada, possivelmente em Havana. A ex-procuradora-geral Luisa Ortega Díaz e o capitão-tenente Leamsy Salazar sugeriram que ele faleceu em dezembro de 2012, mas o anúncio foi adiado por razões políticas. Rumores sobre troca de caixão e a utilização de réplicas de cera alimentam as especulações, e em 2016, Euzenando Azevedo, da construtura Odebrecht, corroborou a ideia de que Chávez teria morrido em Cuba. Essa controvérsia levanta dúvidas sobre a validade de documentos assinados no seu nome nesse período.